# Stadtbahn Alicante

Logo der Stadtbahn Alicante

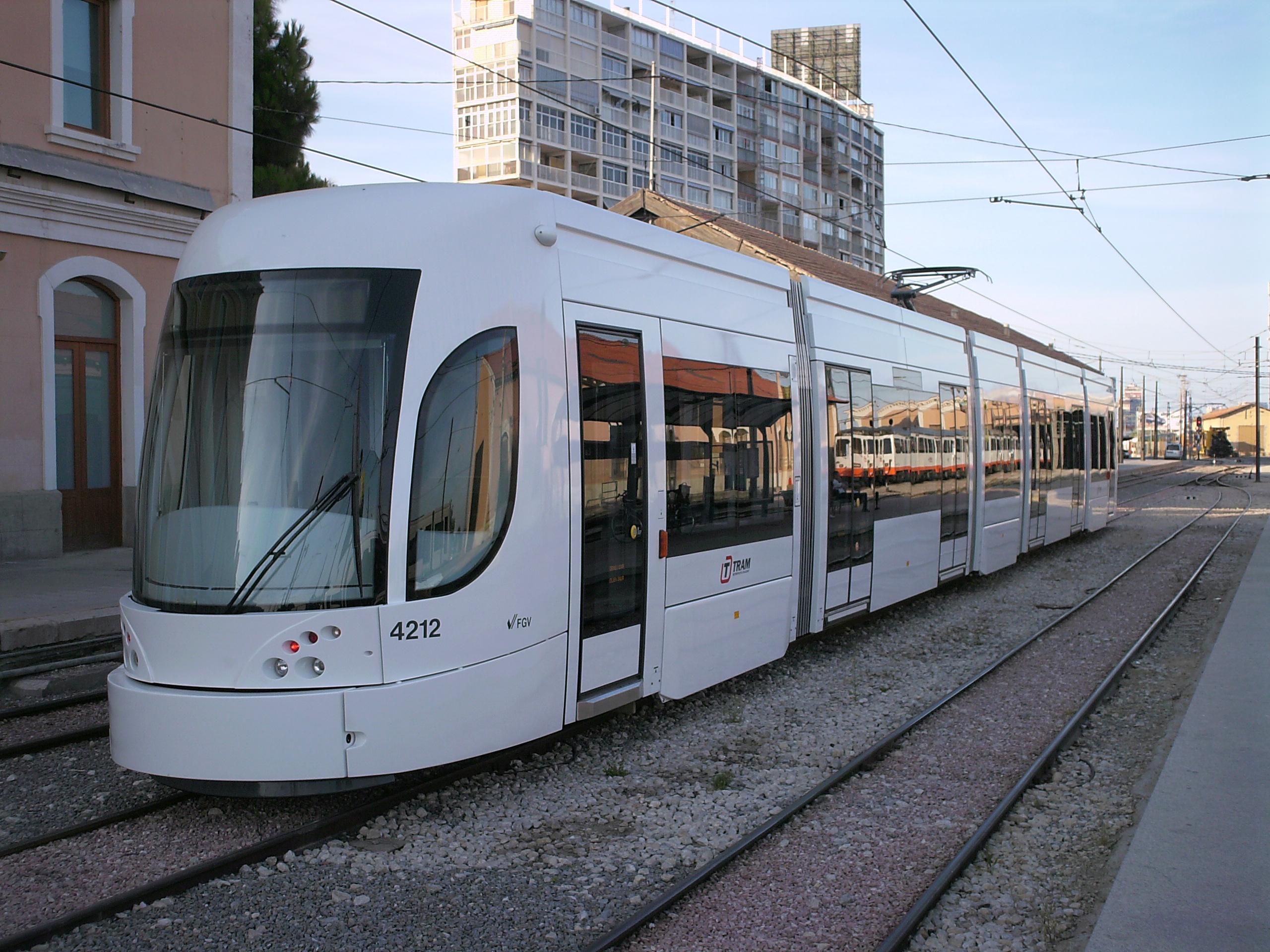
Neues und altes Fahrzeug der Stadtbahn Alicante: Am Bahnhof Alacant – La Marina spiegelt sich in den Scheiben der Straßenbahn vom Typ Flexity Outlook ein Dieseltriebwagen der Serie MAN 2300.

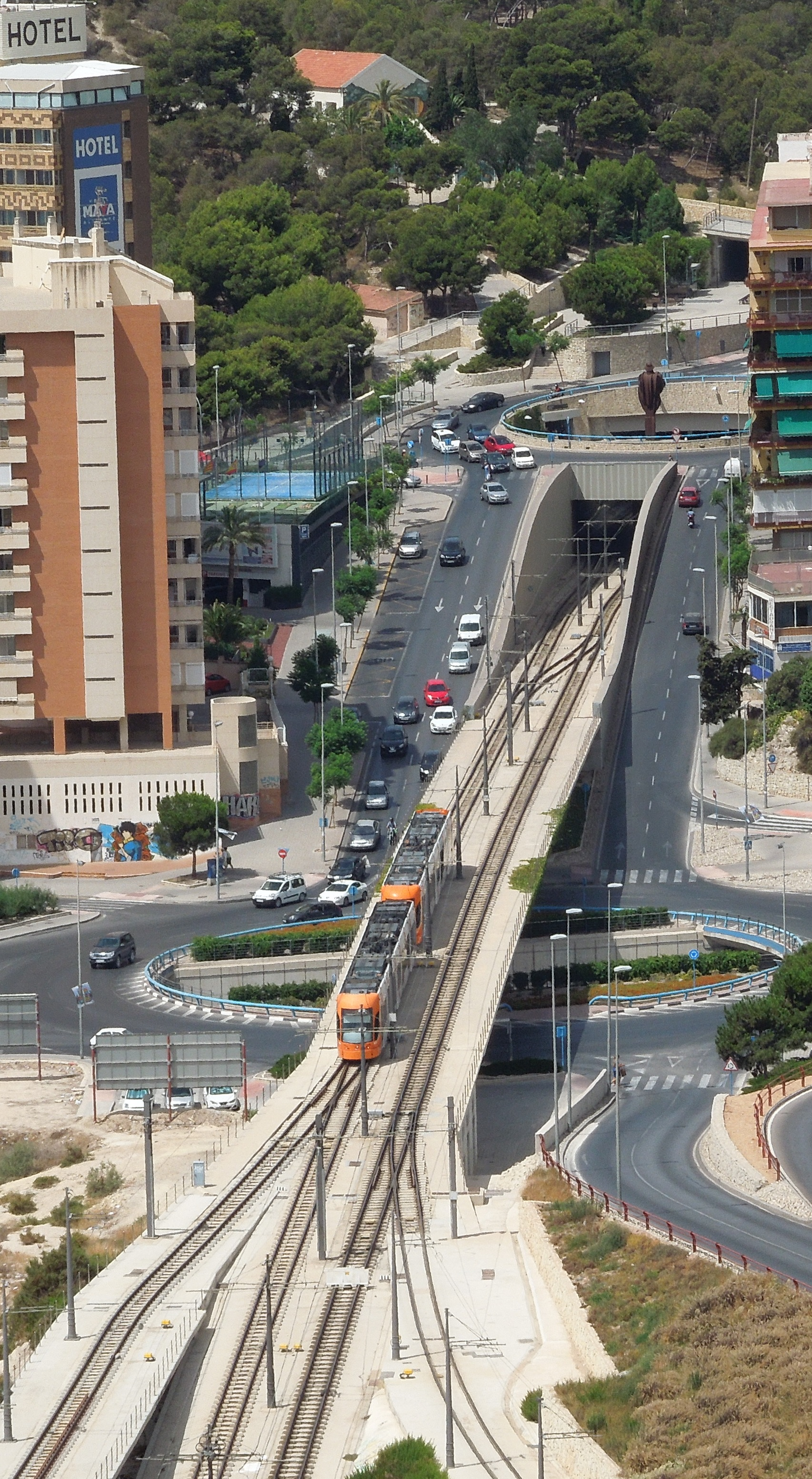
Einfahrt in den Innenstadttunnel von Alicante und Abzweig der Linie L2

Die Stadtbahn Alicante (valencianisch: Tram Metropolità d’Alacant) ist ein meterspuriges Nahverkehrssystem in Alicante und dem nördlichen und östlichen Umland. Sie wird wie die anderen öffentlichen Schmalspurbahnen der Valencianischen Gemeinschaft (Beispiel: Metro Valencia) von den Ferrocarrils de la Generalitat Valenciana (FGV) betrieben und wurde am 15. August 2003 eröffnet. Die Stadtbahn Alicante ersetzte zunächst nur eine ebenfalls meterspurige, dieselbetriebene Eisenbahn auf der Bahnstrecke Alicante–Dénia und wird seitdem zu einem Liniennetz erweitert (im Jahr 2022 111,7 km Strecken- und 144,9 km Linienlänge).
Das Netz enthält Elemente von Straßenbahn (Linien 4 und 5), ober- und unterirdischer Stadtbahn im Stadtzentrum (Linien 1, 3 und 4) sowie Eisenbahnregionalverkehr mit elektrischem und Dieselbetrieb (Linien 1 und 9). Technisch ist das Gesamtnetz jedoch im Gegensatz zur Metro Valencia ein Eisenbahnbetrieb mit einheitlichen Maßen für Radsätze und Gleis.

## Geschichte

### Eisenbahn Alicante–Dénia
1882 begannen Studien über mögliche Eisenbahnstrecken zwischen Alicante und Dénia entlang der Küste. Der Bau der entsprechenden Schmalspurbahn erfolgte ab 1911, die Inbetriebnahme abschnittsweise 1914 und 1915. 1964 übernahm die staatliche Explotación de Ferrocarriles por el Estado (EFE), später FEVE, die Strecke, die von 1971 bis 2005 auch den Touristikzug Limón Exprés betrieb. Zum 1. Januar 1987 erfolgte der Übergang an die Nahverkehrsgesellschaft Ferrocarrils de la Generalitat Valenciana (FGV), die mit in Alicante beginnenden Gleiserneuerungen startete. Diese wurden auf dem Streckenabschnitt bis Villajoyosa am 22. März 2002 abgeschlossen.

### Der Weg zur Stadtbahn Alicante
Zunehmende Mobilitätsprobleme sowie das hohe Bevölkerungswachstum legen den Bau eines erweiterten städtischen und regionalen Nahverkehrssystems nahe, welches in einer Umgestaltung und Modernisierung der Bahnlinie Alicante–Dénia bestehen könnte. Am 15. Dezember 1997 wurde auf dieser Linie die neue Trasse über Condomina in Betrieb genommen und gleichzeitig der Abschnitt über Cabo de Huertas stillgelegt.
Vom 17. März bis zum 14. April 1999 fuhr der Siemens-Combino-Prototyp in einem Probebetrieb auf dem 3650 m langen Abschnitt von Puerta del Mar bis Albufereta Playa. Mit bis zu 68 Fahrten am Tag von 8:30 Uhr bis 20:50 Uhr legte dieses Fahrzeug insgesamt 3450 km zurück und beförderte 89 632 Fahrgäste. Da das Fahrzeug auch auf der Straßenbahn von La Coruña vorgestellt werden und Probe fahren sollte, kam erst das Vorserienfahrzeug mit der Nr. 500 der Straßenbahn Halle, später die Fahrzeuge 3801 und 3806 (letzteres mit einem Hilfsfahrschalter am Heck ausgerüstet), nach Bildquellen auch die Fahrzeuge 3803-3805 und 3808, aus Valencia sowie ab dem 8. Juni 1999 ein MGT6D–Zweirichtungsfahrzeug ebenfalls aus Halle zum Einsatz. Aufgrund des Erfolges des ersten Probebetriebsmonats wurde die Oberleitung um zwei Kilometer (bis Lucentum, nun insgesamt 5,5 km) verlängert und der Probebetrieb ab dem 26. August 1999 entsprechend ausgedehnt. 1999 wurde zudem das Stadtbahn-Projekt TRAM Metropolità beschlossen.
Die erste, noch nicht vollständig abgeschlossene Phase des Projekts bestand aus
- dem stadtbahnmäßigen Ausbau des Abschnitts Alicante–Benidorm–Altea einschließlich Elektrifizierung mit 750 V Gleichspannung aus einer Oberleitung,
- einer Streckenverlängerung vom Bahnhof Alacant La Marina bis Porta del Mar,
- dem Tunnelbau im Untergrund des Stadtzentrums bis zur zukünftigen zentralen Station Hauptbahnhof sowie
- einem neuen Linienast zu den Stadtvierteln Albufereta, Cabo de las Huertas und Playa de San Juan (siehe unten Linie L4).

Zwischen 16. September und 23. Dezember 2002 wurde der Betrieb auf dem Abschnitt Alicante–El Campello eingestellt, um die Strecke zu elektrifizieren, das Gleis zwischen La Marina und La Isleta zu erneuern und um den Abschnitt La Isleta–El Campello zweigleisig auszubauen.

### Der Ausbau der Stadtbahn Alicante
Am 15. August 2003 wurde der erste Bauabschnitt Alicante–El Campello (über 12 km, 16 Halte, Baukosten 60 Millionen Euro) in Betrieb genommen. Dadurch wurde Alicante nach Madrid, Barcelona, Bilbao und Valencia zur fünften spanischen Großstadt, die über ein modernes städtisches Nahverkehrssystem mit hoher Kapazität verfügt.
Im Jahr 2006 wurden die Arbeiten auf dem ersten Abschnitt des Alicantiner Innenstadttunnels abgeschlossen. Der Tunnel befindet sich unter dem Monte Benacantil und endete provisorisch an der unterirdischen Station Mercado (Markt). Den Auftrag für den Bau der Linie L2 bis zur Universität Alicante erhielt die Gesellschaft Subús, die den öffentlichen Nahverkehr in Alicante (Transporte Metropolitano de Alicante – TAM) betreibt. Außerdem wurden die Arbeiten an der zukünftigen Stadtbahnstation Sergio Cardell der Linie L4 abgeschlossen, deren spezielle künstlerische Gestaltung umstritten ist (Bild: siehe Linie L4). An der zukünftigen unterirdischen Station Plaza de los Luceros wurden die Arbeiten aufgenommen, ebenso auf dem Abschnitt La Vila Joiosa–Benidorm.
Am 10. Mai 2007 gingen die ersten beiden unterirdischen Stationen Mercado (Markt) und MARQ (Archäologisches Museum) in Betrieb. Damit wurde es nötig, Liniennummern zu vergeben. Auf dem neuen Innenstadtabschnitt verkehrte die Linie L3. Die bestehende Strecke von Porta del Mar bis Albufereta wurde von der vorerst nur vier Stationen langen Linie L4 bedient. Am 15. Juni 2007 wurde die Strecke von Lucentum bis Avenida Naciones in Betrieb genommen und die Linie L4 entsprechend verlängert. Am 30. Juli 2007 war der Abschnitt zwischen El Campello und La Creueta für den Linienverkehr bereit. Damit wurde die Eillinie L1, die nur die wichtigsten Bahnhöfe zwischen Mercado und La Creueta bediente, eingerichtet. Die Linie L3 wurde einmal pro Stunde von El Campello bis Venta Lanuza verlängert, die Züge bedienten auf diesem Abschnitt alle Stationen. Die mit Dieseltriebwagen bediente Linie L9 wurde nach La Creueta zurückgezogen.
Am 2. Juni 2008 wurde die Fahrleitung mit den Bahnsteiganpassungen bis Benidorm in Betrieb genommen. Die Linie L1 wurde entsprechend verlängert, die L9 wiederum verkürzt. Am 17. Juli hielten erstmals im Linienbetrieb die Züge der L3 an der neuen Station Sangueta. Genau ein Jahr später wurde der neue Halt Campo de Golf (Golfplatz) eingerichtet. Am 18. Dezember 2009 wurde der eingleisige, schleifenförmige Abschnitt von Avenida Naciones bis Plaza La Coruña und auf anderem Weg zurück in Betrieb genommen, die Strecke wird seitdem von der Linie L4 bedient.
Am 18. Juni 2010 wurde die unterirdische Station Luceros in Betrieb genommen, die Linien L1 und L3 entsprechend verlängert und die Linie L4 dorthin umgelegt. Für die dadurch nicht mehr bedienten Stationen Porta del Mar und La Marina wurde eine kurze Pendellinie 4L eingerichtet, die am Bahnhof Sangueta eine Umsteigemöglichkeit zu den Linien L1, L3 und L4 bot. Diese wurde am 1. Juli 2013 wieder eingestellt.
Am 4. September 2013 ging die Linie L2 nach Sant Vicent del Raspeig mit elf neuen Haltestellen in Betrieb.
2019 wurde der zweigleisige Tunnel durch die Serra Grossa zwischen den Haltestellen Sangueta und La Isleta in Betrieb genommen. Sein Bau hatte bereits im Februar 2010 begonnen, war aber wegen eines von der Regionalregierung verhängten Baustopps von Oktober 2013 bis Oktober 2017 unterbrochen worden. Der Tunnel ist 1477 m lang, kostete 33,1 Millionen Euro und ermöglicht auch hier die Zweigleisigkeit und damit Taktverdichtungen. Zeitgleich entfiel die Haltestelle Finca Adoc.
In den Jahren 2021 bis 2023 wurden sowohl der sechs Kilometer lange Abschnitt von Teulada nach Gata de Gorgos als auch der nachfolgende, 10,9 km lange Abschnitt bis Dénia saniert und modernisiert. Neben dem Austausch von Schienen, Schwellen und Schotter wurde die Brücke über den Gorgos saniert und es erfolgten Arbeiten an der Entwässerung sowie den Dämmen und Einschnitten. Die Kosten betrugen 15,1 bzw. 14,5 Millionen Euro, im Nachgang war auch die Sanierung bzw. der Ersatz der Brücken von Quisi, Algar und Mascarat geplant.
Im Juni 2023 gab die valencianische Regionalregierung fast 15 Millionen Euro für die Einrichtung einer Kreuzungsstelle in El Albir (Phase 1, Bauzeit 24 Monate) sowie den zweigleisigen Ausbau von dort bis Altea (Phase 2, Bauzeit 16 Monate) frei.
Seit dem 28. Januar 2025 ist die Sanierung des letzten Abschnittes vorerst abgeschlossen, die Zweikrafttriebwagen der Linie 9 können nach dem Ersatz bzw. der Verstärkung mehrerer Brücken nun bis zum Streckenende in Dénia verkehren.
Am 12. Juni 2025 wurde die Strecke zwischen Hospital Vila und Benidorm auf einer Länge von 6,23 km, nun zweigleisig ausgebaut, wieder in Betrieb genommen. In den Kosten von 48,5 Millionen Euro sind auch der Neubau der Brücke über den Barranco del Murtal sowie die grundlegende Sanierung der Bestandsanlagen sowie der Haltestellen enthalten.

## Weiterer Ausbau

### Aktuelle Bauplanungen
Im Jahr 2023 sollte Baubeginn für den noch fehlenden Rest des Innenstadttunnels von der Haltestelle Luceros bis zur Station Alacant Intermodal am Hauptbahnhof (Baukosten 35 Mio. €, Länge ca. 800 m) sein.
Im April 2023 erfolgte die Ausschreibung der gesamten Arbeiten, vorgesehen ist nun eine Gesamtsumme von 132 Millionen Euro. Darin sind sämtliche Arbeiten enthalten, neben der Tunnelverlängerung sind dies die Bahnsteigebene mit vier Gleisen und zwei Mittelbahnsteigen samt aller Ausstattung, eine ebenfalls unterirdische, unter der ADIF-Tiefgarage liegende Verteilerebene samt der erforderlichen Zugänge, ein Unterwerk sowie die notwendige Ausrüstung in weiteren Bereichen wie der Leit- und Sicherungstechnik, der Kommunikationstechnik und dem Brandschutz. Nach Vertragsunterzeichnung im Oktober 2024 sind Kosten von 102 Millionen Euro und eine Bauzeit von 52 Monaten vorgesehen, erste Arbeiten sollten Ende 2024 beginnen.
Bereits 2007 planten Stadtrat und Consejería de Transportes (Verkehrsdezernat) neue Linien von der zentralen Umsteigestation am Hauptbahnhof in Richtung Süden/Westen. Eine Linie sollte das Stadtzentrum mit dem Städtischen Friedhof verbinden und dabei auch die Stadtviertel Benalua und La Florida sowie das Industriegebiet Babel bedienen. Diese Verlängerung ist in deutlich geänderter Form (ca. 2,5 km, bis La Florida Baja) im Plan FGV 2030 enthalten. Auch die Stadtviertel Ciudad de Asís und San Fernando-Princesa Mercedes sollen damit erschlossen werden, die Kosten werden auf 35 Millionen Euro geschätzt.
Zudem sieht FGV 2030 ab 2026 eine nach der Haltestelle Condomina (L3) nach Norden abzweigende Strecke für die Anbindung von Mutxamel und San Juan de Alicante sowie des dortigen Campus für Gesundheitswissenschaften der Universität Miguel Hernández Elche samt Universitätskrankenhaus vor. In ersten Planungen war noch ein Abzweig nach den Haltestellen Plaza La Coruña (L4/L5) oder/und Costa Blanca (L3) in Erwägung gezogen worden.
Bis 2027 soll nach FGV 2030 zudem die Linie L2 in San Vicente um knapp zwei Kilometer bis zum dortigen Krankenhaus verlängert und eine den Hauptbahnhof in Richtung Nordwesten verlassende, dann nach Nordnordost abknickende neue Strecke von ungefähr fünf Kilometern Länge gebaut werden. Diese neue Linie 6 soll nahe der Haltestelle Ciudad Jardín auf die Linie L2 treffen und wegen des hohen Fahrgastaufkommens ebenfalls bis San Vicente führen. Für den Bau der Linie L6 werden Kosten in Höhe von 40 Millionen Euro geschätzt.
Für die im Rahmen von FGV 2030 geplanten 15 Kilometern an neuen Strecken sind insgesamt 160 Millionen Euro – nach anderer Quelle 315 Millionen Euro – eingeplant.
Kleinere Maßnahmen in FGV 2030 sind: 
- Ersatz eines Bahnübergangs direkt östlich des Bahnhofs in Benidorm durch eine Unterführung (geplant: Kosten 6,2 Mio. €, Bauzeit 16 Monate);[23] die Baumaßnahme wurde im April 2022 für 5,3 Millionen € vergeben;[24]
- Umbau des Bahnhofs Gata de Gorgos;[25][26]
- Schaffung eines direkten Zugangs zum Meer am Bahnhof La Marina;[20]
- Einrichtung weiterer P+R- und B+R-Plätze.[20]

2025 werden Planungen erwähnt, den Abschnitt von Benidorm bis Benidorm Intermodal straßenbahnmäßig auszubauen, also insbesondere zu elektrifizieren, um den dort gelegenen Busbahnhof mit allen Fahrten der Linie L1 zu erreichen.

### Aktuell nicht weiter verfolgte Planungen
2007 war in der Mittelfristperspektive eine Stadtbahnverbindung zum Flughafen, wo dann ähnlich wie am Hauptbahnhof zwischen verschiedenen öffentlichen Verkehrsmitteln umgestiegen werden kann, sowie nach Elche geplant. So würde diese Stadt ebenfalls mit dem Flughafen sowie mit Santa Pola und Torrevieja verbunden. 2008 wurde beim Bau des neuen Flughafenterminals eine entsprechende Station baulich vorgesehen, auch im Plan der strategischen Infrastrukturen der Valencianischen Gemeinschaft 2010–2020 (Plan de Infraestructuras Estratégicas (PIE) 2010–2020 de la Comunidad Valenciana) war die Anbindung von Elche über den Flughafen enthalten. Die Chancen für eine Realisierung werden inzwischen als eher gering eingestuft, da hier wohl die Cercanías der Renfe, die bereits die Relation Alicante–Elche bedienen, den Vorzug erhalten sollen.
Der genannte Infrastrukturplan PIE 2010–2020 enthielt daneben noch weitere neue Strecken:
- eine Stichstrecke in den Stadtteil Villafranqueza, die nahe der Haltestelle Virgen del Remedio von der Strecke der Linie L2 abzweigt,
- eine küstennahe Verlängerung der Strecke der Linie 5 ab Porta del Mar über den ehemaligen Bahnhof Benalua bis in das Stadtviertel San Gabriel mit Abzweig nach Norden zur Haltestelle Alacant Intermodal,
- eine von der (östlicher geführten) zweiten Anbindung von San Vicente abzweigende Strecke um das Stadtzentrum von Alicante herum mit Anbindung an die Strecke der Linien L1 und L3 ungefähr bei der Haltestelle Albufereta,
- perspektivisch die Strecke nach Mutxamel über San Juan de Alicante, die allerdings ab der Haltestelle La Goteta/Plaza Mar eigenständig nördlich der Serra Grossa geführt wird, sowie eine zweite Anbindung des Flughafens entlang der Küste mit Verlängerung in Richtung Santa Pola.

In der zweiten Phase der ursprünglichen Planung aus dem Jahr 1999 war der Bau zweier kurzer Streckenabschnitte vor der Haltestelle Terra Mitica nach Norden zum gleichnamigen Vergnügungspark sowie hinter der Haltestelle Benidorm bzw. Benidorm Intermodal nach Süden ins Stadtzentrum von Benidorm vorgesehen. Damit sollte eine nur vier bzw. fünf Haltestellen kurze Linie L8 im Raum Benidorm eingerichtet werden.
Im aktuellen Plan FGV 2030 sind davon, wenn auch geändert, nur noch die Stichstrecke nach Westen, die zweite Anbindung von San Vicente und die Strecke nach Mutxamel enthalten.

## Streckennetz

### Übersicht
| Linie | Linienweg                                                    | Linienlänge | Stationen | Fahrzeug                                    | Bahnsteiglänge | Takt   |
| ----- | ------------------------------------------------------------ | ----------- | --------- | ------------------------------------------- | -------------- | ------ |
| L1    | Luceros – El Campello – La Vila Joiosa – Benidorm Intermodal | 44,569 km   | 20        | Vossloh Citylink                            | 80 m           | 30 min |
| L2    | Luceros – Sant Vicent del Raspeig                            | 7,207 km    | 14        | Cityrunner (niederflurige Multigelenkwagen) | 65 m           | 15 min |
| L3    | Luceros – El Campello                                        | 14,404 km   | 17        | Cityrunner                                  | 80 m           | 30 min |
| L4    | Luceros – Plaza La Coruña – Lucentum                         | 14,609 km   | 18        | Cityrunner                                  | 65 m           | 30 min |
| L5    | Porta del Mar – Plaza La Coruña – Lucentum                   | 13,285 km   | 17        | Cityrunner                                  | 65 m           | 30 min |
| L9    | Benidorm – Altea – Denia                                     | 50,856 km   | 18        | Dieseltriebwagen                            | 80 m           | 60 min |
|       | Gesamt in Betrieb (6 Linien)                                 | 144,934 km  | 71        | —                                           | —              | —      |

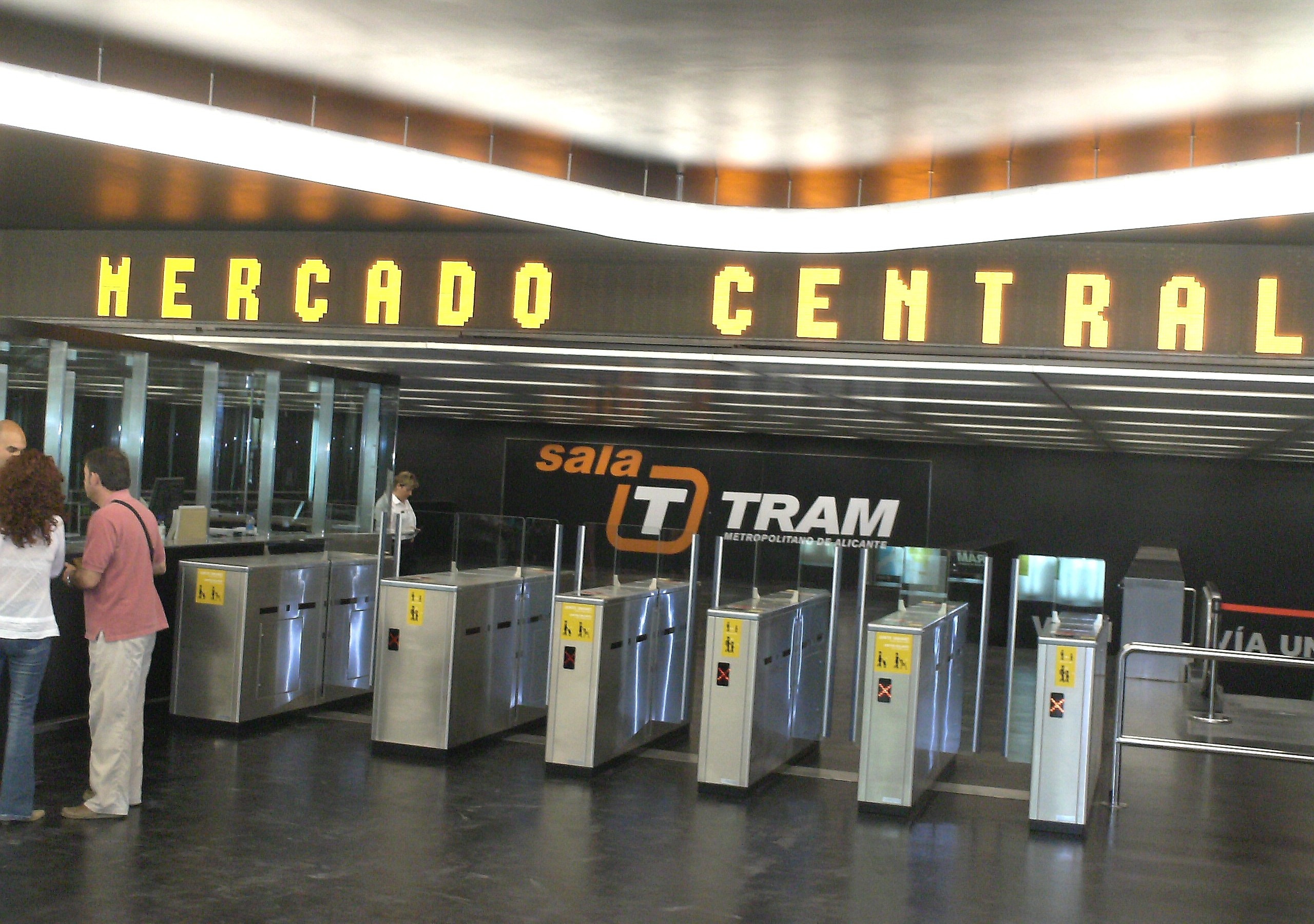
B-Ebene der Station Mercado. Links die Kundeninformation, rechts die Bahnsteigsperrenanlage.

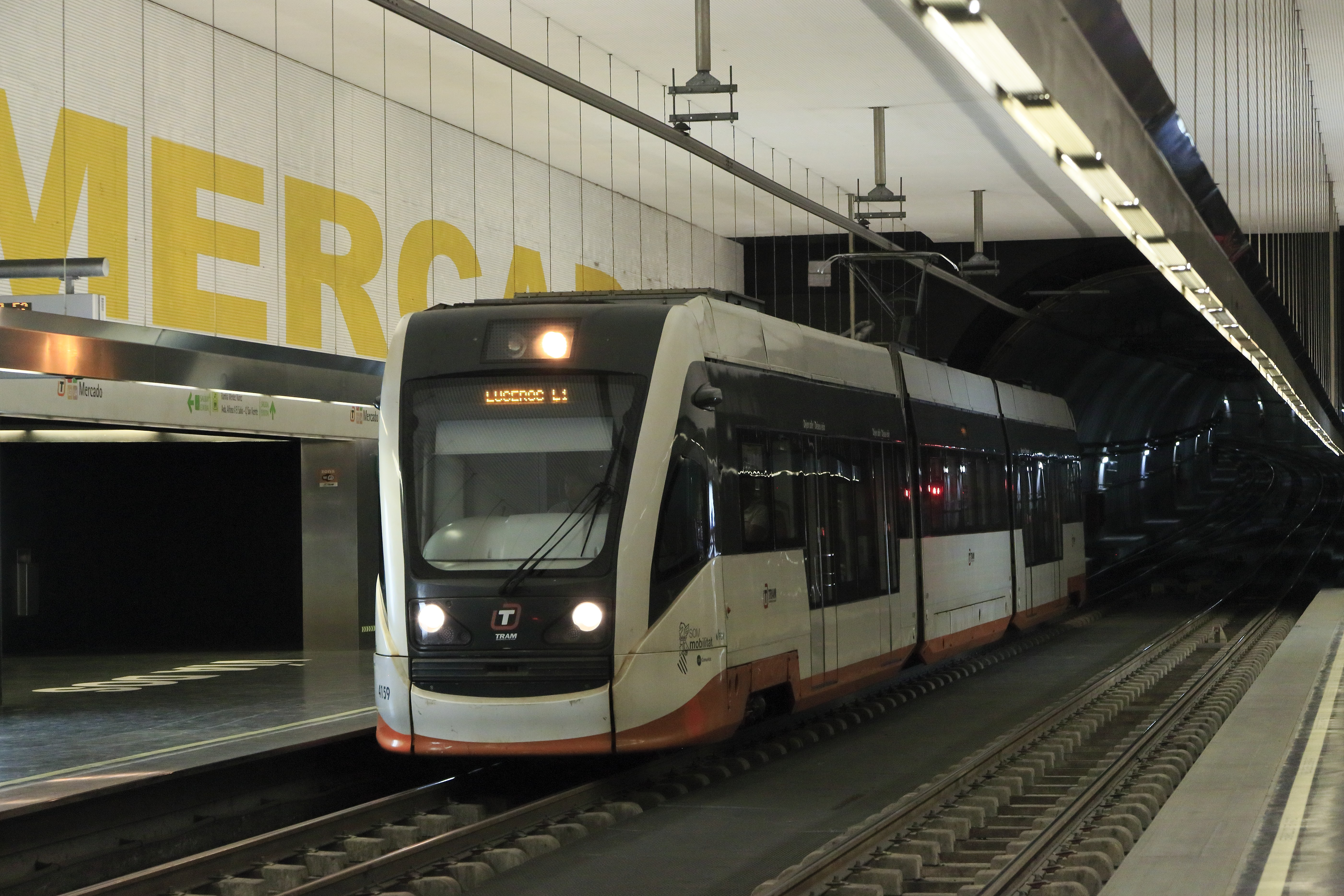
Wie die gesamte Station Mercado ist auch deren Bahnsteigebene rein funktional gebaut und weitgehend in Schwarz gehalten.

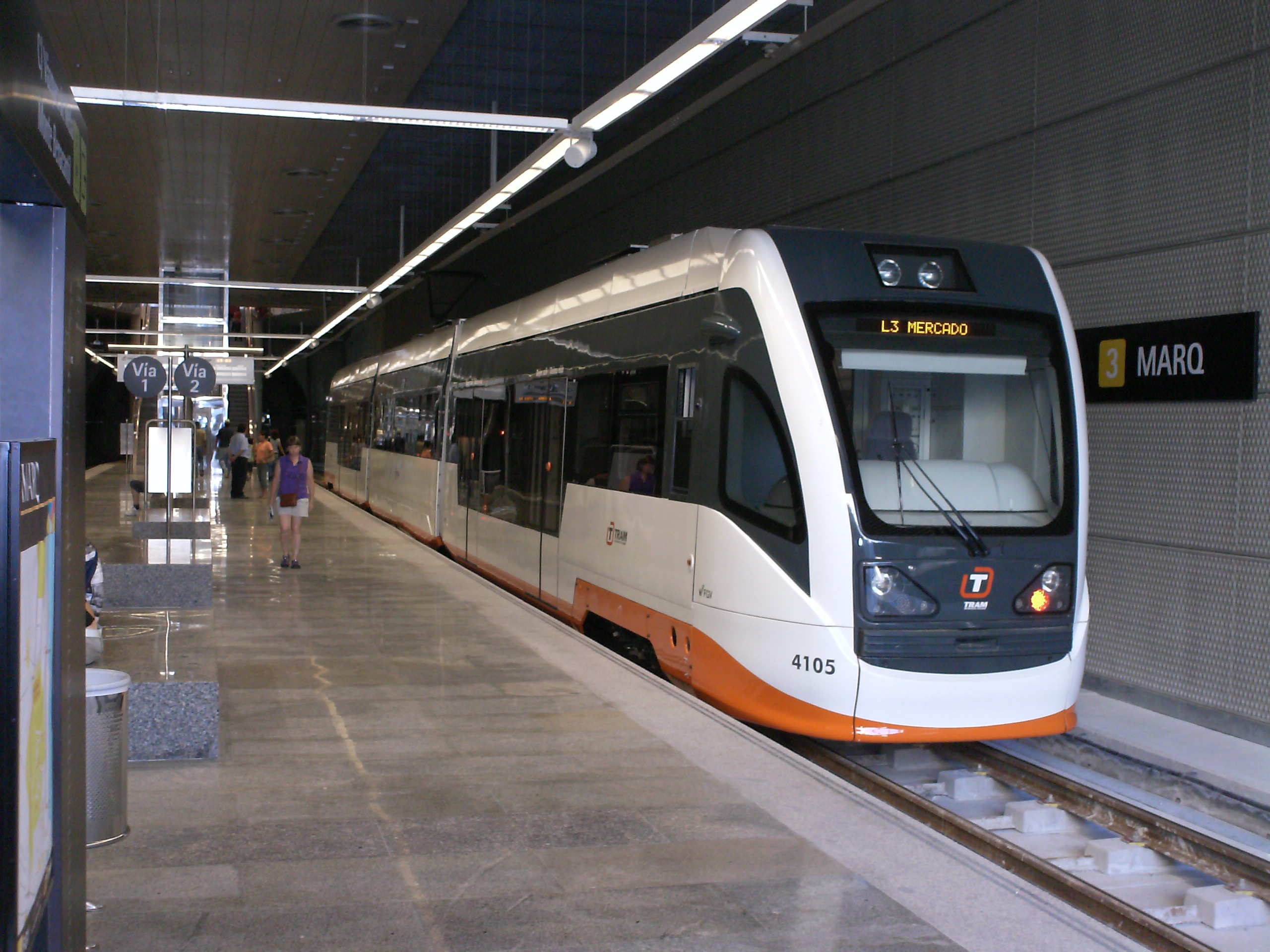
Ein Inselbahnsteig, Tageslicht und Naturstein zeichnen die Station MARQ–Castillo aus.

Insgesamt 3,665 km des Streckennetzes sowie drei Stationen mit zusammen fünf Aufzügen und vierzehn Rolltreppen befinden sich unter der Erde. 25,343 km des Netzes sind zweigleisig, 84,303 km eingleisig.

### Stammstrecke
Der wichtigste Teil des Netzes ist im Endausbau drei Kilometer lang, wird dann von sechs Linien (L1–L4, L6, L9) befahren und hat vier unterirdische Stationen: MARQ, Mercado, Luceros und Alacant Intermodal. Der Tunnel unterquert das Zentrum von Alicante ab dem Viadukt über die Avenida de Dénia nach Westen bis zum Hauptbahnhof und verläuft unter dem Monte Benacantil bzw. unter den Avenidas Alfonso X El Sabio und Estación, hier teilweise unterhalb einer zweigeschossigen Tiefgarage. Alle Stationen sind bzw. werden mit Zu- und Abgangssperren versehen, wobei auch Personen mit eingeschränkter Mobilität berücksichtigt sind.
Der am 10. Mai 2007 neu eröffnete Streckenabschnitt zwischen Mercado und der Finca Adoc ist 2,4 km lang (davon 740 m im Tunnel) und kostete 105,4 Millionen Euro. Davon entfielen 15 Millionen Euro auf die Station MARQ und 30 Millionen Euro auf Mercado. Die verhältnismäßig hohen Kosten sowie verschiedene Sicherheitsmängel auf dem neuen Streckenabschnitt wurden von der Gewerkschaft UGT kritisiert.
Dem Niveau des preisgekrönten Archäologischen Museums an der Oberfläche angepasst, wurde auch die Station MARQ besonders ansprechend gestaltet und erhielt als bisher einzige einen Mittelbahnsteig. Durch einen der beiden Eingänge fällt zudem Tageslicht ein. Für den Fußboden wurden Natursteine verwendet.
Die Station Mercado befindet sich 22 m unter der Erdoberfläche und verfügt über einen direkten Zugang zu einer Tiefgarage. Mitte 2008 wurde dort ferner ein Hörsaal mit 500 Plätzen eröffnet.
Die Station Luceros wurde am 18. Juni 2010 in Betrieb genommen und ist seitdem die am stärksten frequentierte Station des gesamten Streckennetzes. Die Linien L1 bis L4 beginnen hier. Die B-Ebene der Station ist ein kleines unterirdisches Einkaufszentrum mit Zeitungskiosken, Restaurants, Cafeterias und weiteren kleinen Geschäften; durch Lichtschächte wird Tageslicht eingelassen und man kann das Sprudeln des Brunnens an der Oberfläche hören. Die Bahnsteigebene befindet sich in einer Tiefe von 20 m.
Bereits im letzten Quartal 2007 waren die Bauarbeiten für den nur wenige hundert Meter langen Streckenabschnitt von Luceros bis Alacant Intermodal einschließlich der darüber geplanten Tiefgarage mit 450 Stellplätzen begonnen worden, wurden aber später wegen Schwierigkeiten bei der Finanzierung eingestellt und sollen 2023 wieder aufgenommen werden. Am Hauptbahnhof sollen Umsteigemöglichkeiten zu den Zügen der Renfe und zu Omnibussen des Nah- und Fernverkehrs entstehen.

### Linien L1 (TREN-TRAM) und L3 (Tranvía de la Costa)

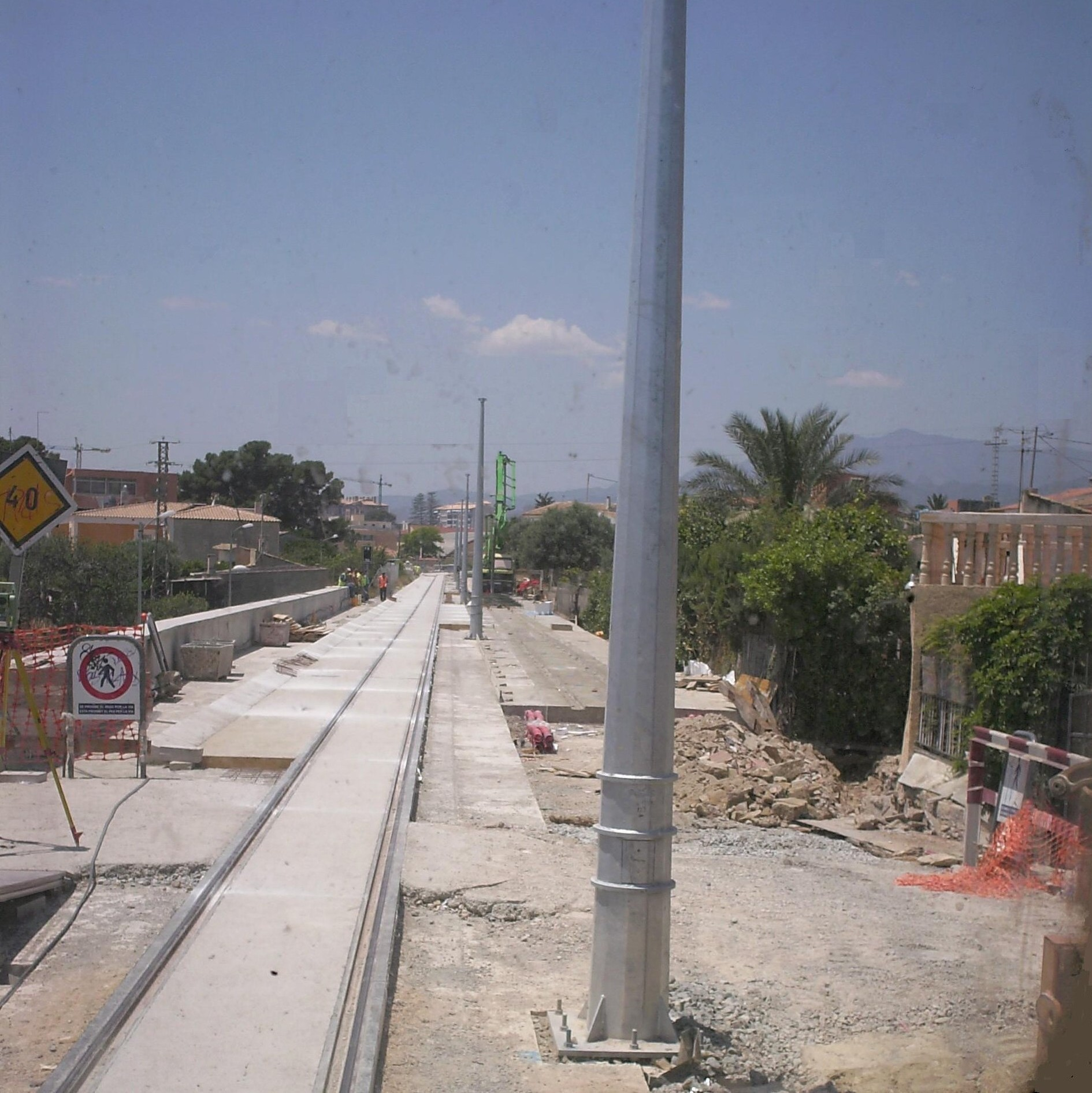
Ausbau- und Elektrifizierungsarbeiten bei Creueta (2007)

Die Linie L1 verkehrt auf der zentralen, 43 km langen Strecke zwischen Luceros und Benidorm. Alle übrigen existierenden und geplanten Linien sind mit ihr verknüpft. Die Züge der Linie L1 bedienen den Haltepunkt Albufereta und alle Halte zwischen Lucentum und El Campello nicht. In diesem Abschnitt übernimmt die Linie L3 die Feinerschließung. Zwischen El Campello und Benidorm halten die Züge der Linie L1 an allen Stationen. Die Endstation der Linie L3 ist mit einer Fahrtzeit von 31 Minuten El Campello, die Linie L1 fährt in 72 Minuten bis Benidorm. Beide Linien verkehren werktags in der Regel im Halbstundentakt. Die nach Beseitigung des eingleisigen Abschnitts zwischen den Halten Sangueta und La Isleta für beide Linien geplante Verdichtung ist im Mai 2024 für die Linie L3 zeitweise (mit drei bzw. vier Fahrten je Stunde) realisiert.
|  |  |  |  |                |  |                 |                |  |                 |  |  |                                              |           |                 |                          |
|  |  |  |  |                |  |                 |                |  |                 |  |  |                                              |           |                 |                          |
|  |  |  |  | Abf.- Min. hin |  | Abf.- Min. rück | Abf.- Min. hin |  | Abf.- Min. rück |  |  | Stationen                                    | Umsteigen | Eröffnung       | Bemerkungen              |
|  |  |  |  |                |  |                 |                |  |                 |  |  | Richtung Babel – Flughafen                   |           |                 |                          |
|  |  |  |  |                |  |                 |                |  |                 |  |  |                                              |           |                 |                          |
|  |  |  |  |                |  |                 |                |  |                 |  |  | ADIF / Hbf.                                  |           | ?               | ab hier unterirdisch     |
|  |  |  |  | 19 49          |  |                 | 11 41          |  | 51 21           |  |  | Luceros                                      |           | 18. Juni 2010   | Inselbahnsteig           |
|  |  |  |  | 21 51          |  | 11 41           | 13 43          |  | 49 19           |  |  | Mercado                                      |           | 10. Mai 2007    | Außenbahnsteige          |
|  |  |  |  | 23 53          |  | 09 39           | 15 45          |  | 47 17           |  |  | MARQ–Castillo                                |           | 10. Mai 2007    | Inselbahnsteig           |
|  |  |  |  |                |  |                 |                |  |                 |  |  |                                              |           |                 | bis hier unterirdisch    |
|  |  |  |  |                |  |                 |                |  |                 |  |  | Richtung Sant Vicent del Raspeig             |           |                 |                          |
|  |  |  |  |                |  |                 |                |  |                 |  |  | Richtung Porta del Mar                       |           |                 |                          |
|  |  |  |  | 23 53          |  | 06 36           | 18 48          |  | 14 44           |  |  | Sangueta                                     |           | 17. Juli 2008   |                          |
|  |  |  |  |                |  |                 |                |  |                 |  |  |                                              |           | 2019            | Túnel de la Serra Grossa |
|  |  |  |  |                |  |                 |                |  |                 |  |  |                                              |           |                 |                          |
|  |  |  |  | 30 00          |  | 02 32           | 00 30          |  | 10 40           |  |  | La Isleta                                    |           | 15. August 2003 |                          |
|  |  |  |  | 31 01          |  | 01 31           |                |  |                 |  |  | Albufereta                                   |           | 15. August 2003 |                          |
|  |  |  |  | 32 02          |  | 00 30           | 24 54          |  | 08 38           |  |  | Lucentum                                     |           | 15. August 2003 |                          |
|  |  |  |  |                |  |                 |                |  |                 |  |  | Richtung Playa de San Juan – Plaza La Coruña |           |                 |                          |
|  |  |  |  | 34 04          |  | 58 28           |                |  |                 |  |  | Condomina                                    |           | 15. August 2003 |                          |
|  |  |  |  | 35 05          |  | 57 28           |                |  |                 |  |  | Campo de Golf                                |           | 2. Juni 2009    | Fußweg zu Instituto      |
|  |  |  |  | 37 07          |  | 55 25           |                |  |                 |  |  | Costa Blanca                                 |           | 15. August 2003 |                          |
|  |  |  |  | 40 10          |  | 52 22           |                |  |                 |  |  | Carrabiners                                  |           | 15. August 2003 |                          |
|  |  |  |  | 42 12          |  | 50 20           |                |  |                 |  |  | Muchavista                                   |           | 15. August 2003 |                          |
|  |  |  |  | 44 14          |  | 48 18           |                |  |                 |  |  | Les Llances                                  |           | 15. August 2003 |                          |
|  |  |  |  | 46 16          |  | 46 16           |                |  |                 |  |  | Fabraquer                                    |           | 15. August 2003 |                          |
|  |  |  |  | 48 18          |  | 45 15           |                |  |                 |  |  | Salesians                                    |           | 15. August 2003 |                          |
|  |  |  |  | 49 19          |  | 43 13           |                |  |                 |  |  | Pla Barraques                                |           | 15. August 2003 |                          |
|  |  |  |  |                |  | 42 12           | 37 07          |  | 54 24           |  |  | El Campello                                  |           | 15. August 2003 |                          |
|  |  |  |  |                |  |                 |                |  |                 |  |  | Poble Espanyol                               |           | ?               | ab hier eingleisig       |
|  |  |  |  |                |  |                 |                |  |                 |  |  | Amerador                                     |           | ?               |                          |
|  |  |  |  |                |  |                 |                |  |                 |  |  | Coveta Fumà                                  |           | ?               |                          |
|  |  |  |  |                |  |                 |                |  |                 |  |  | Cala Piteres                                 |           | ?               |                          |
|  |  |  |  |                |  |                 | 53 23          |  | 37 07           |  |  | Venta Lanuza                                 |           | ?               |                          |
|  |  |  |  |                |  |                 | 02 32          |  | 26 56           |  |  | Paradis                                      |           | ?               |                          |
|  |  |  |  |                |  |                 | 05 35          |  | 23 53           |  |  | La Vila Joiosa                               |           | ?               |                          |
|  |  |  |  |                |  |                 | 08 38          |  | 21 51           |  |  | Creueta                                      |           | ?               | bis hier eingleisig      |
|  |  |  |  |                |  |                 | 10 40          |  | 18 48           |  |  | Costera Pastor                               |           | ?               | ab hier eingleisig       |
|  |  |  |  |                |  |                 | 15 45          |  | 15 55           |  |  | Hospital Vila                                |           | ?               | bis hier eingleisig      |
|  |  |  |  |                |  |                 | 18 48          |  | 10 40           |  |  | Cala Finestrat                               |           | ?               | früher Hiper Finestrat   |
|  |  |  |  |                |  |                 | 20 50          |  | 08 38           |  |  | Terra Mitica                                 |           | ?               |                          |
|  |  |  |  |                |  |                 | 53             |  | 05 35           |  |  | Benidorm                                     |           | ?               | ab hier eingleisig       |
|  |  |  |  |                |  |                 |                |  | 58              |  |  | Benidorm Intermodal                          |           | ?               | nur wenige Fahrten       |
|  |  |  |  |                |  |                 |                |  |                 |  |  |                                              |           | ?               |                          |
|  |  |  |  |                |  |                 |                |  |                 |  |  | Richtung Denia                               |           | ?               |                          |

### Linie L2 (Universitätslinie)

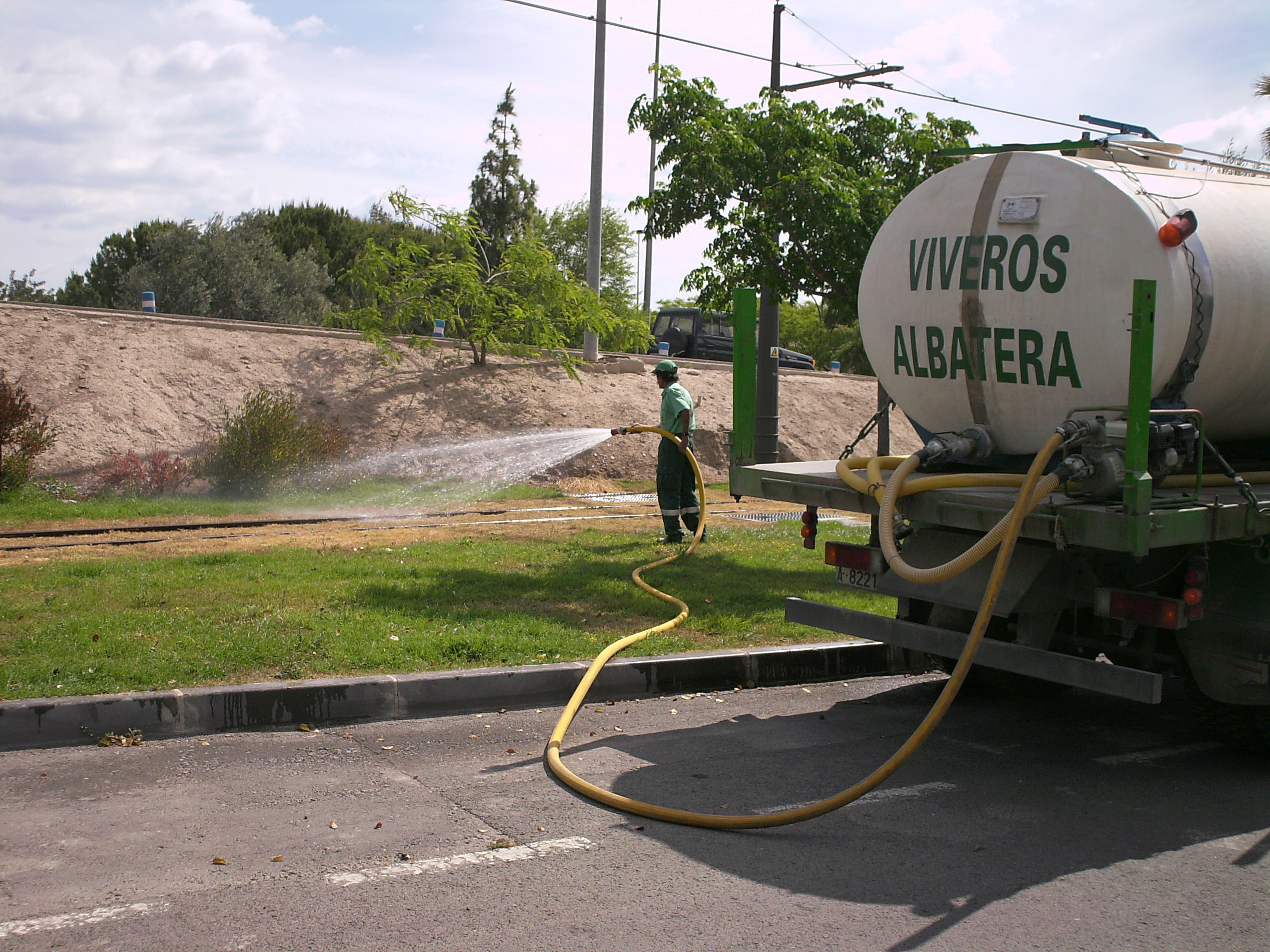
Ein Arbeiter gießt das schon ziemlich vertrocknete Gras des Rasengleises auf dem im Juni 2007 neu eröffneten Streckenabschnitt der Linie L4.

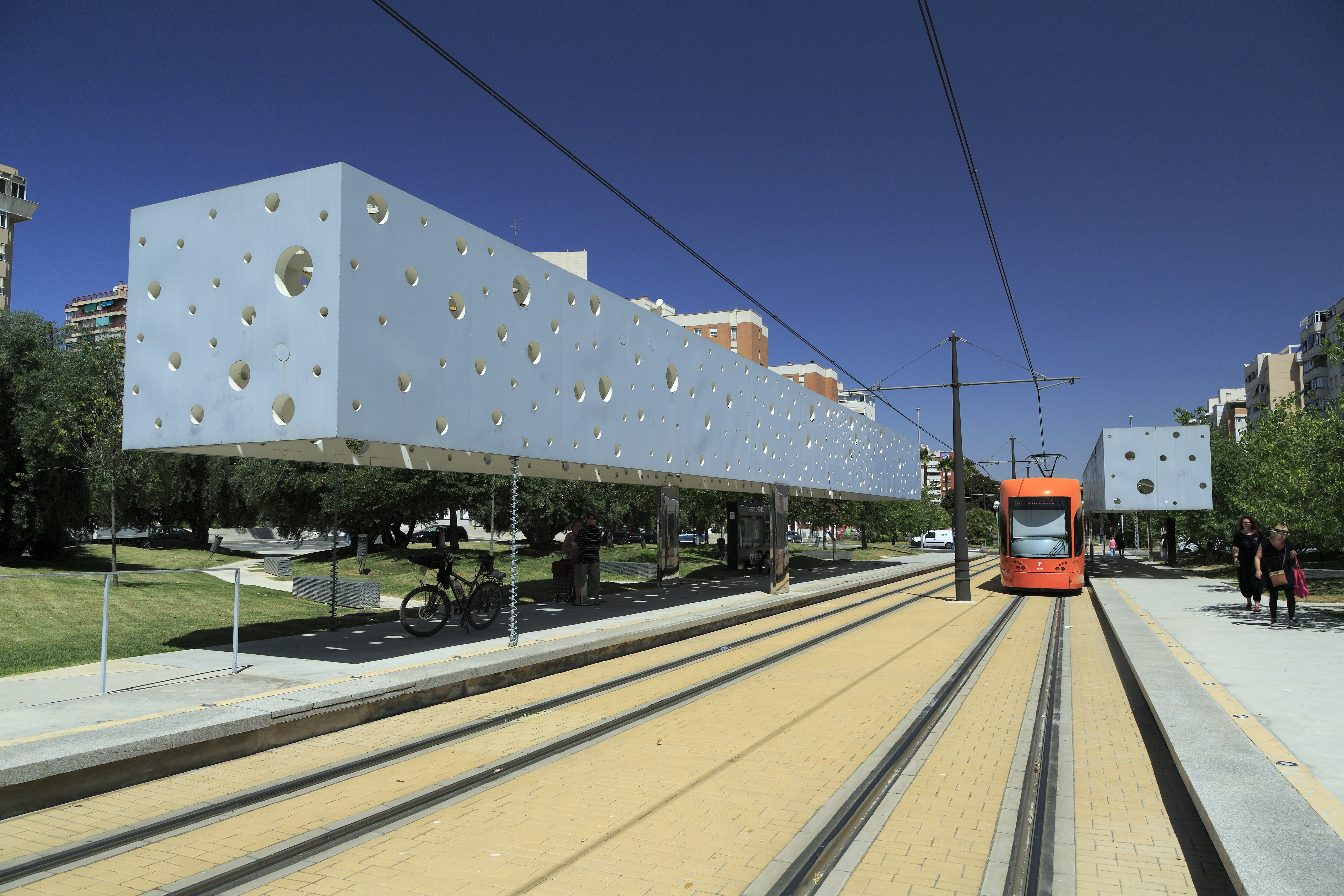
Künstlerische gestaltete Stadtbahnstation Sergio Cardell der Linie L4

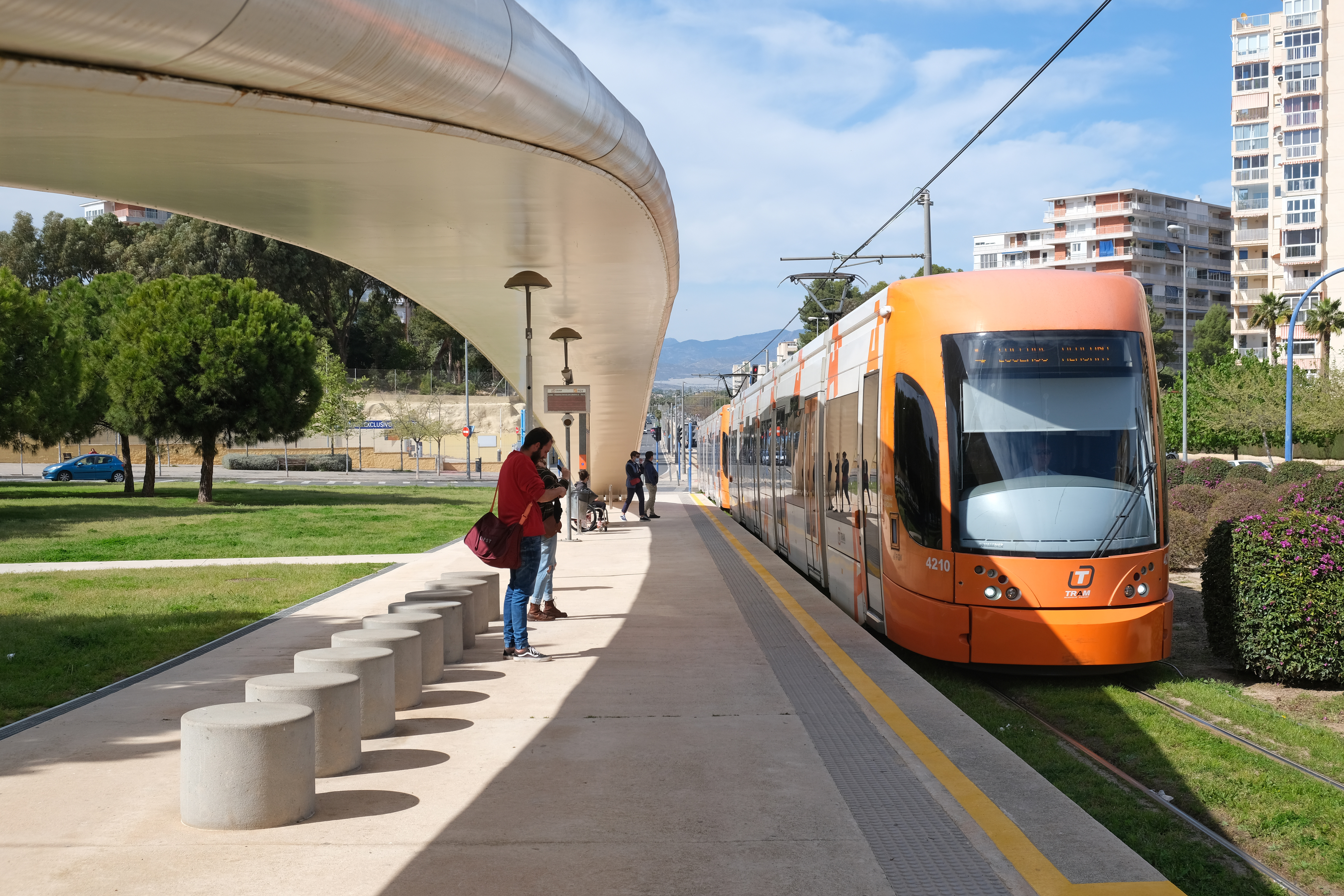
Stadtbahnstation Holanda der Linie L4

Die Strecke der Linie L2 ist seit Herbst 2011 fertiggestellt, mangels Betreiber konnte sie jedoch nicht sofort in Betrieb genommen werden. Am 26. Juni 2013 begann der Probebetrieb, im September 2013 der Regelbetrieb. Der 9,03 km lange Linienweg führt vom Hauptbahnhof nach Sant Vicent del Raspeig, erschließt dabei die alicantiner Stadtviertel Pla, Garbinet, Sagrada Familia, Virgen del Remedio und Virgen del Carmen sowie das Stadtviertel Santa Isabel der Gemeinde Sant Vicent del Raspeig. Ferner können mit dieser Linie das Krankenhaus von Alicante, die Universität, das Einkaufszentrum Outlet-Park sowie das Gesundheitszentrum San Vicente II erreicht werden. In der Straße Bulevar del Pla wurden Rasengleise eingebaut, ähnlich wie bei der Linie L4 in der Avenida Miriam Blasco und in der Straße La Goleta.
|  |  |  |  |  |  |                                                |           |               |                       |
|  |  |  |  |  |  |                                                |           |               |                       |
|  |  |  |  |  |  | (Zukünftige) Stationen                         | Umsteigen | Eröffnung     | Bemerkungen           |
|  |  |  |  |  |  | Richtung Flughafen                             |           |               |                       |
|  |  |  |  |  |  |                                                |           |               |                       |
|  |  |  |  |  |  | Babel                                          |           | ?             |                       |
|  |  |  |  |  |  |                                                |           |               | ab hier unterirdisch  |
|  |  |  |  |  |  | Avenida Orihuela                               |           | ?             |                       |
|  |  |  |  |  |  | Gran Vía                                       |           | ?             |                       |
|  |  |  |  |  |  | ADIF / Hauptbahnhof                            |           | ?             |                       |
|  |  |  |  |  |  | Luceros                                        |           | 18. Juni 2010 | Mittelbahnsteig       |
|  |  |  |  |  |  | Mercado                                        |           | 10. Mai 2007  | Außenbahnsteige       |
|  |  |  |  |  |  | MARQ–Castillo                                  |           | 10. Mai 2007  | Mittelbahnsteig       |
|  |  |  |  |  |  |                                                |           |               | bis hier unterirdisch |
|  |  |  |  |  |  | Richtung Playa de San Juan – Plaza La Coruña   |           |               |                       |
|  |  |  |  |  |  | Richtung El Campello                           |           |               |                       |
|  |  |  |  |  |  | Richtung El Campello – Venta Lanuza – Benidorm |           |               |                       |
|  |  |  |  |  |  | Goteta                                         |           | 2013          |                       |
|  |  |  |  |  |  | Bulevar del Pla                                |           | 2013          |                       |
|  |  |  |  |  |  | Garbinet                                       |           | 2013          |                       |
|  |  |  |  |  |  | Hospital                                       |           | 2013          |                       |
|  |  |  |  |  |  | Maestro Alonso                                 |           | 2013          |                       |
|  |  |  |  |  |  | Gascón Castelló                                |           | 2013          |                       |
|  |  |  |  |  |  | Bulevar Norte                                  |           | 2013          |                       |
|  |  |  |  |  |  | Ciudad Jardín                                  |           | 2013          |                       |
|  |  |  |  |  |  | Santa Isabel                                   |           | 2013          |                       |
|  |  |  |  |  |  | Universitat                                    |           | 2013          |                       |
|  |  |  |  |  |  | Sant Vicent del Raspeig                        |           | 2013          |                       |
|  |  |  |  |  |  |                                                |           |               |                       |

### Linien L4 und L5 (Playa de San Juán)
Die Linie 4 verbindet das Zentrum von Alicante mit dem Stadtteil Playa de San Juán und zweigt am Trennungsbahnhof Lucentum von der Strecke Alicante–Benidorm–Denia ab. Von dort führt sie zunächst durch die Avenida Miriam Blasco und die Calle Goleta. Dort beginnt eine große Schleife durch die Avenidas Costa Blanca, Oviedo und de las Naciones. Diese Schleife mit mehreren Haltestellen wird entgegen dem Uhrzeigersinn befahren, einen echten Endpunkt mit längerem Aufenthalt gibt es nicht. Bis Lucentum bedienen die Züge der Linie 4 alle Halte. Die gesamte Strecke der Linie 4 liegt im Stadtgebiet von Alicante und damit in der Tarifzone A. Die Linie 4 erweckt mit ihrer Streckenführung durch Stadtstraßen, den eingedeckten oder hochliegenden Rasengleisen und dem Fahren auf Sicht am ehesten den Eindruck einer klassischen Straßenbahnanlage.
Zu Beginn verkehrten die Züge der Linie 4 von Porta del Mar in der Nähe des Hafens über den alten Bahnhof La Marina und die Finca Adoc bis zur Station Las Naciones. Probefahrten auf dem Abschnitt von Lucentum bis zum Beginn der Avenida de las Naciones wurden seit dem 1. Juni 2007 durchgeführt. Seit dem 18. Juni 2010 verkehren die Züge nicht mehr ab Porta del Mar, sondern mit den anderen Linien aus dem Zentrum von Alicante.
Mit der Inbetriebnahme des túnel de la Serra Grossa und der damit verbundenen durchgehenden Zweigleisigkeit der Strecke zwischen Alicante und Poble Espanyol wurden auf diesem Abschnitt mehr Fahrten pro Stunde möglich. Daher verkehrt seit dem 10. Juni 2019 im Halbstundentakt die neue Linie 5 auf der seit 2013 ungenutzten Strecke der ehemaligen Linie 4L von der Haltestelle Porta del Mar über La Marina bis Sangueta und von dort weiter parallel zur Linie 4 und mit den gleichen Halten.
|                |       |       |       |  |  |       |                 |                                                |                     |                   |                          |
|                |       |       |       |  |  |       |                 |                                                |                     |                   |                          |
| Abf.- Min. hin |       |       |       |  |  |       | Abf.- Min. rück | Stationen                                      | Umsteigen           | Eröffnung         | Bemerkungen              |
|                |       |       |       |  |  |       |                 | Richtung Babel – Flughafen                     |                     |                   |                          |
|                |       |       |       |  |  |       |                 |                                                |                     |                   |                          |
|                |       |       |       |  |  |       |                 | ADIF / Hbf.                                    |                     | ?                 | ab hier unterirdisch     |
| 59 29          | 59 29 | 59 29 |       |  |  |       | 33 03           | Luceros                                        |                     | 18. Juni 2010     | Mittelbahnsteig          |
| 01 31          | 01 31 | 01 31 |       |  |  |       | 31 01           | Mercado                                        |                     | 10. Mai 2007      | Außenbahnsteige          |
| 03 33          | 03 33 | 03 33 |       |  |  |       | 29 59           | MARQ–Castillo                                  |                     | 10. Mai 2007      | Mittelbahnsteig          |
|                |       |       |       |  |  |       |                 |                                                |                     |                   | bis hier unterirdisch    |
|                |       |       |       |  |  |       |                 | Richtung Sant Vicent del Raspeig               |                     |                   |                          |
|                |       |       |       |  |  |       |                 | Richtung Porta del Mar                         |                     |                   |                          |
| 06 36          |       |       |       |  |  | 26 56 | 26 56           | Sangueta                                       |                     | 17. Juli 2008     |                          |
|                |       |       |       |  |  |       |                 |                                                |                     |                   | Túnel de la Serra Grossa |
|                |       |       |       |  |  |       |                 |                                                |                     |                   |                          |
| 10 40          | 10 40 | 10 40 |       |  |  | 22 52 | 22 52           | La Isleta                                      |                     | 15. August 2003   |                          |
| 11 41          | 11 41 | 11 41 |       |  |  | 19 49 | 19 49           | Albufereta                                     |                     | 15. August 2003   |                          |
| 13 43          | 13 43 | 13 43 |       |  |  | 17 47 | 17 47           | Lucentum                                       |                     | 15. August 2003   | ab hier Rasengleis       |
| 14 44          |       |       |       |  |  | 14 44 | 14 44           | Miriam Blasco                                  |                     | 15. Juni 2007     |                          |
| 16 46          |       | 12 42 | 12 42 |  |  |       |                 | Sergio Cardell                                 |                     | 15. Juni 2007     | künstler. Gestaltung     |
| 18 48          |       | 10 40 | 10 40 |  |  |       |                 | Tridente                                       |                     | 15. Juni 2007     |                          |
| 19 49          |       | 08 38 | 08 38 |  |  |       |                 | Avenida Naciones                               | Avenida Naciones    | 15. Juni 2007     | ab hier eingleisig       |
|                |       |       |       |  |  |       |                 | Condomina                                      |                     | 15. August 2003   |                          |
| ↓              |       |       | 05 35 |  |  |       |                 | Holanda                                        |                     | 18. Dezember 2009 | künstler. Gestaltung     |
| 21 51          |       |       | ↑     |  |  |       |                 | Cabo Huertas                                   |                     | 18. Dezember 2009 |                          |
| ↓              |       |       | 04 34 |  |  |       |                 | Países Escandinavos                            | Países Escandinavos | 18. Dezember 2009 |                          |
| 22 52          |       |       | ↑     |  |  |       |                 | Avenida Benidorm                               | Avenida Benidorm    | 18. Dezember 2009 |                          |
| ↓              |       |       | ↑     |  |  |       |                 | Campo de Golf                                  | Campo de Golf       | 2. Juni 2009      |                          |
| ↓              |       |       | 02 32 |  |  |       |                 | Instituto                                      |                     | 18. Dezember 2009 | Fußweg zu Campo de Golf  |
| 24 54          |       |       | ↑     |  |  |       |                 | Londres                                        |                     | 18. Dezember 2009 |                          |
| 26 56          |       |       | 00 30 |  |  |       |                 | Plaza La Coruña                                | Plaza La Coruña     | 18. Dezember 2009 | bis hier Rasengleis      |
|                |       |       |       |  |  |       |                 | Richtung El Campello                           |                     |                   |                          |
|                |       |       |       |  |  |       |                 | Richtung El Campello – Venta Lanuza – Benidorm |                     |                   |                          |

### Linie L9 (Norte / Norden)

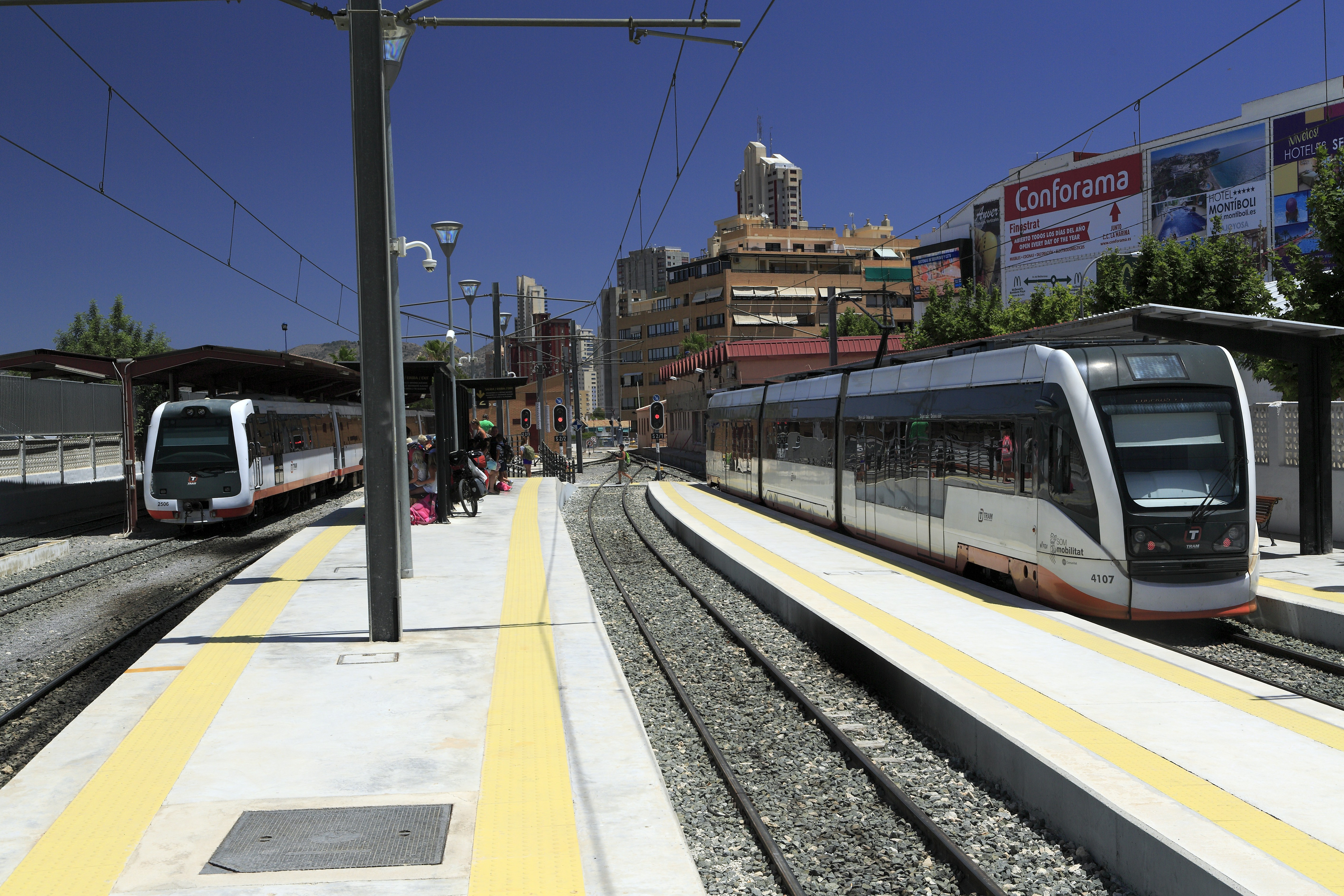
Bahnhof Benidorm Richtung Osten, Juni 2017. Das mittlere Gleis hat eine hohe und eine niedrige Bahnsteigkante.

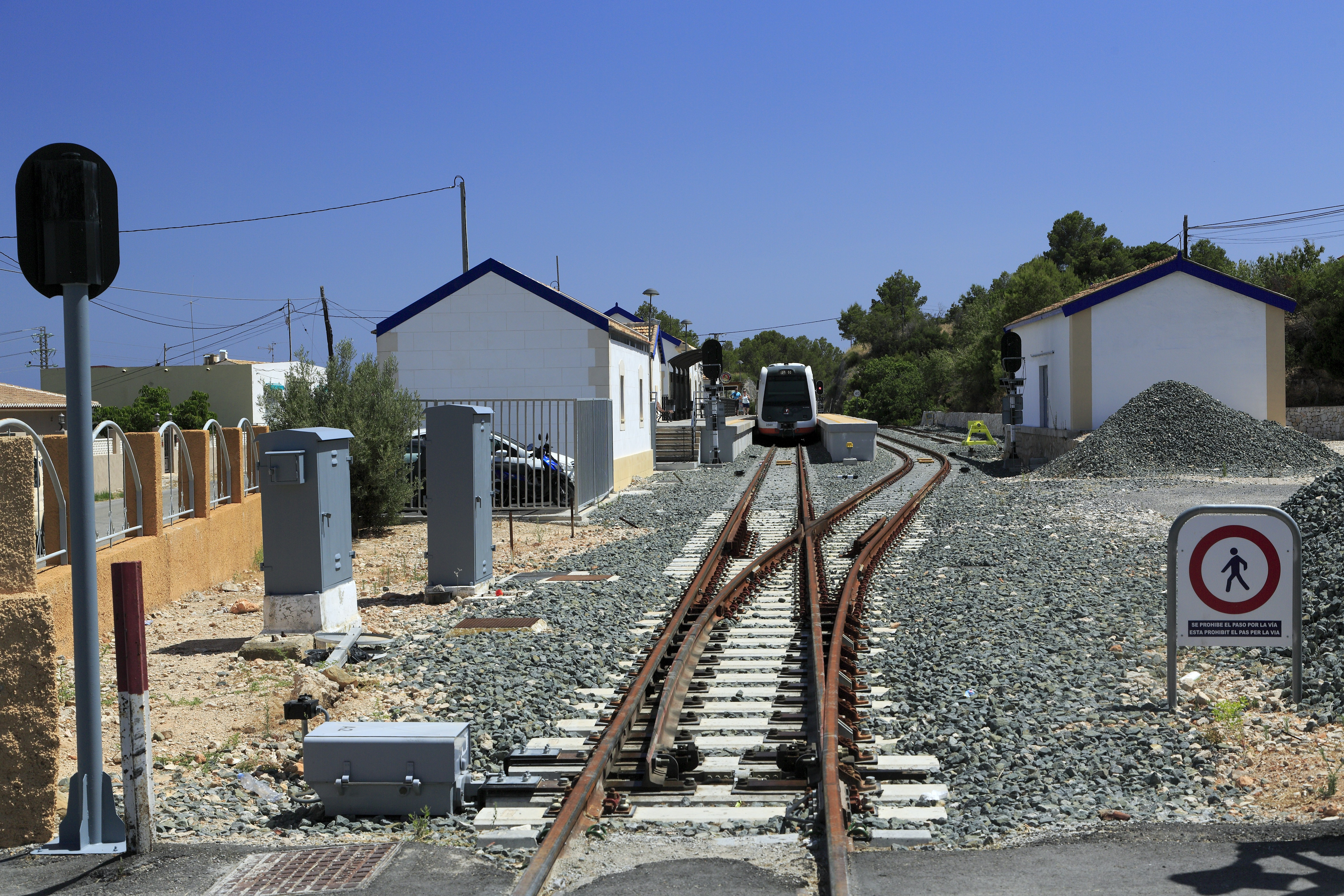
Bahnhof Calpe, Richtung Westen

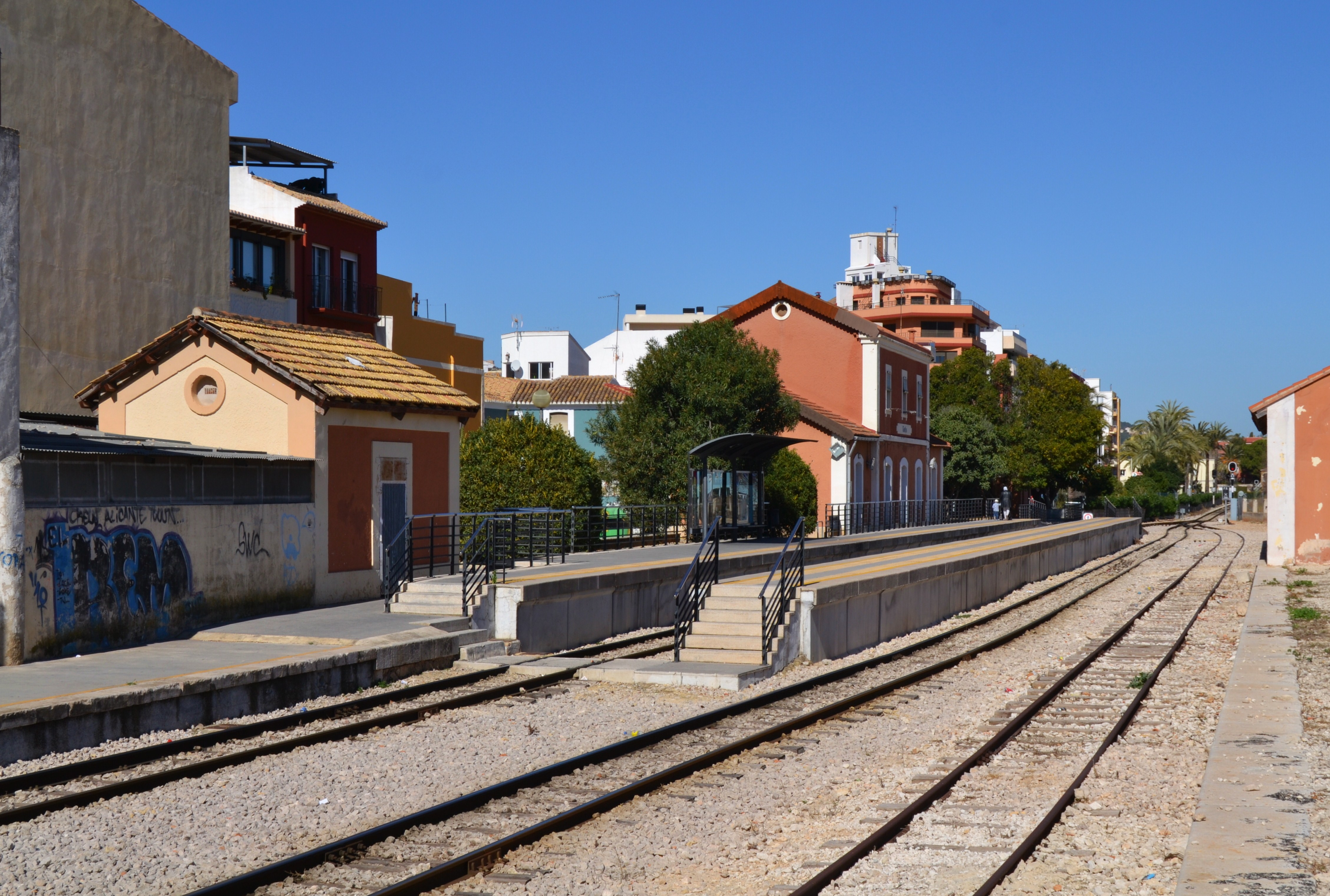
Bahnhof Gata (de Gorgos) im März 2015 vor dem Beginn der Umbauarbeiten

Der Abschnitt Benidorm–Dénia wird von der Linie L9 bedient, die den nördlichen Küstenabschnitt der Provinz Alicante entlang über Altea, Calpe und Teulada bis nach Dénia verläuft. Die Fahrtzeit beträgt seit Anfang 2025 81 Minuten. Die Strecke ist durchgehend eingleisig, hat eine Länge von 50,856 km und ist weiterhin nicht elektrifiziert. Zwar war die Elektrifizierung über Benidorm hinaus vorgesehen und es wurden Vorleistungen in Form von Mastgründungen erbracht, diese ist jedoch wegen der Finanzierungsprobleme nicht absehbar. Stattdessen wurden die Zweikrafttriebwagen der Reihe 5000 beschafft, um einen durchgehende Betrieb zu ermöglichen. Um diese einsetzen zu können, mussten aber erst noch einige kurz vorher sanierte, hohe Bahnsteige wieder abgesenkt werden. Insbesondere zwischen Altea und Gata de Gorgos hat die Strecke trotz der relativ geringen Höhe über dem Meeresspiegel reliefbedingt Gebirgsbahncharakter. Da die Kunstbauten hier über einhundert Jahre alt sind und der Oberbau noch aus der FEVE-Betriebszeit stammte, stand hier eine Generalsanierung an. Nach Wiederinbetriebnahme des für mehr als 9 Millionen Euro sanierten Abschnittes Altea–Calpe im Juli 2016 wurde der Rest (Calpe–Dénia) im August 2016 vorübergehend außer Betrieb genommen und ein Schienenersatzverkehr eingerichtet. Die Wiederinbetriebnahme erfolgte abschnittsweise, Calpe–Teulada im Juli 2020 (11 km, 16 Mio. Euro), Teulada–Gata de Gorgos im Sommer 2020 und Gata de Gorgos–Dénia am 16. Januar 2023 (Teulada–Calpe insg. 17 km, 30 Mio. Euro). Einzelne Stationen (Teulada, Gata de Gorgos) und der nun straßenbahnmäßig ausgebaute Endabschnitt in Denia wurden bereits 2017 und 2018 fertiggestellt (6,4 Mio. Euro), ebenso die Brücken in Teulada, Gata de Gorgos und Villajoyosa (über 2 Mio. Euro). Zudem wurden Leit- und Sicherungstechnik sowie Energieversorgung erneuert (13 Mio. Euro). Wegen zumindest einer für die Zweikrafttriebwagen der Reihe 5000 nicht ausreichend tragfähigen Brücke (Quisi in Benissa) erfolgte bis 28. Januar 2025 eine Aufsplittung. Der Abschnitt von Benidorm bis Teulada wurde mit den alten Dieseltriebwagen bedient, und zwischen Teulada und Dénia gab es, da hier die Haltestellen schon an den Stadtbahnbetrieb angepasst und die Strecke in Dénia straßenbahnmäßig ausgebaut wurden, einen Inselbetrieb mit den Zweikrafttriebwagen. Der Abschluss der mehr als 150 Millionen Euro teuren Sanierungsarbeiten war für Anfang 2023 vorgesehen, nach Fertigstellung der neuen Trassenführung bei Quisi (9 Milolionen Euro) sowie dem Ersatz der Brücken Algar und Mascarat erfolgte am 28. Januar 2025 die Wiederinbetriebnahme des Gesamtabschnitts mit den nun durchlaufenden Zweikrafttriebwagen.
|                |  |  |                 |                     |           |           |                                |
|                |  |  |                 |                     |           |           |                                |
| Abf.- Min. hin |  |  | Abf.- Min. rück | Station             | Umsteigen | Eröffnung | Bemerkungen                    |
|                |  |  |                 | Richtung Alicante   |           |           |                                |
|                |  |  |                 |                     |           |           |                                |
| 07             |  |  | 21              | Benidorm            |           | ?         | Endpunkt fast aller L1-Fahrten |
| 09             |  |  | 19              | Benidorm Intermodal |           | ?         | ab hier nicht elektrifiziert   |
|                |  |  |                 | Disco Benidorm      |           | ?         |                                |
| 11             |  |  | 17              | Camí Coves          |           | ?         |                                |
| 14             |  |  | 15              | L’Alfàs del Pi      |           | ?         |                                |
| 17             |  |  | 11              | El Albir            |           | ?         |                                |
| 22             |  |  | 06              | Altea               |           | ?         |                                |
| 25             |  |  | 03              | Garganes            |           | ?         |                                |
| 27             |  |  | 59              | Cap Negret          |           | ?         |                                |
| 31             |  |  | 57              | Olla de Altea       |           | ?         |                                |
| 44             |  |  | 45              | Calpe               |           | ?         |                                |
|                |  |  |                 | Ferrandet           |           | ?         |                                |
| 57             |  |  | 28              | Benissa             |           | ?         |                                |
| 16             |  |  | 24              | Teulada             |           | ?         |                                |
| 24             |  |  | 04              | Gata                |           | ?         |                                |
| 31             |  |  | 57              | La Xarà             |           | ?         |                                |
| 34             |  |  | 54              | Pedrera-Vessanes    |           | ?         | bis 2023 Hospital Denia        |
| 36             |  |  | 52              | Bosc de Diana       |           | ?         | bis 2023 Alqueries             |
| 38             |  |  | 50              | Denia               |           | ?         |                                |
|                |  |  |                 |                     |           |           |                                |

### Weitere geplante und ehemalige Linien
Weitere Planungen auf dem bestehenden Streckennetz, deren Aktualität nicht bekannt ist, sind eine Verlängerung der Linie L1 bis nach Altea und Garganes sowie die Einrichtung einer neuen Linie L5 zwischen La Vila Joiosa und Garganes.

#### Ehemalige Linie 4L (Hafen-Shuttle)

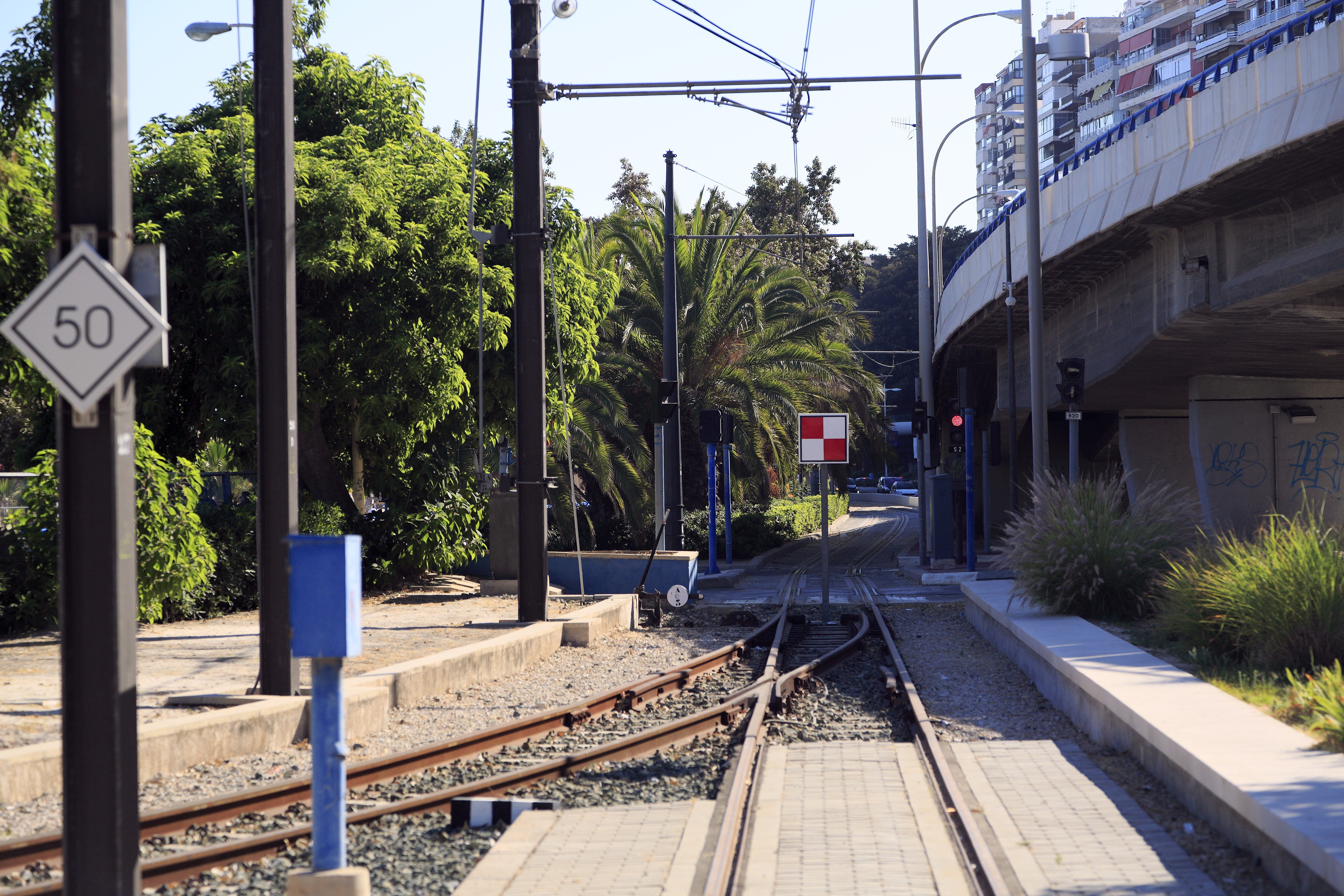
Bahnhof La Marina, Streckengleis Richtung Porta del Mar mit Haltescheibe

Die 1,359 km lange Strecke der ehemaligen Linie 4L ist eingleisig und verläuft in Strandnähe neben den Avenidas Villajoyosa und Juán Bautista Lafora. Sie führt von der Station Porta del Mar an der Nordostecke des Hafens über den alten Bahnhof Alacant La Marina zum Bahnhof Sangueta. Dabei wurde das 675 m lange Teilstück zwischen Porta del Mar und La Marina bereits im Jahr 1999 als Erprobungs- und Vorführstrecke in Betrieb genommen und später von der ursprünglichen Linie 1 genutzt. Wegen des Einsatzes von in Valencia ausgeliehenen Straßenbahngelenkwagen der FGV-Reihe 3800 wurden auf diesem Abschnitt Straßenbahnrillenschienen verlegt. Bei einem der beiden Bahnsteiggleise in Porta del Mar blieben sie erhalten.
Als die Linie 4, welche die Strecke zuvor bedient hatte, im Juni 2010 in den Innenstadttunnel geführt wurde, erfolgte die Einrichtung der kurzen Linie 4L mit nur drei Stationen. Zum 1. Juli 2013 wurde sie wieder aufgegeben, inzwischen bedient die Linie 5 diesen Abschnitt.
|                |                 |                 |                 |  |  |                                                |                 |                 |
| Abf.- Min. hin | Abf.- Min. rück | Abf.- Min. rück | Abf.- Min. rück |  |  | Stationen                                      | Umsteigen       | Eröffnung       |
|                |                 |                 |                 |  |  |                                                |                 |                 |
|                |                 |                 |                 |  |  | Porta del Mar / Puerta del Mar                 | Flughafenbus C6 | 15. August 2003 |
|                |                 |                 |                 |  |  | La Marina                                      |                 | 15. August 2003 |
|                |                 |                 |                 |  |  | Richtung Luceros                               |                 |                 |
|                |                 |                 |                 |  |  | Sangueta                                       |                 | 17. Juli 2008   |
|                |                 |                 |                 |  |  |                                                |                 |                 |
|                |                 |                 |                 |  |  | Richtung Plaza La Coruña                       |                 |                 |
|                |                 |                 |                 |  |  | Richtung El Campello                           |                 |                 |
|                |                 |                 |                 |  |  | Richtung El Campello – Venta Lanuza – Benidorm |                 |                 |

## Fahrzeuge

### Straßenbahnwagen der Reihe 3800 von Siemens-Duewag
Von August 2003 bis Juli 2007 wurden, wie bereits für den Probebetrieb 1999, Fahrzeuge der Reihe 3800 von Siemens/CAF/Alsthom der ebenfalls von der FGV betriebenen Straßenbahn in Valencia eingesetzt. Diese (3803, 3804, 3805 und 3808) wurden durch die Triebwagen des Typs CityLink von Vossloh, bei der FGV als Reihe 4100 bezeichnet, abgelöst. Für den Einsatz dieser Einrichtungswagen gab es Wendeschleifen 700 Meter nördlich von El Campello sowie am alten Bahnhof La Marina, nicht jedoch an der Endhaltestelle Puerta del Mar. An diesem Ende musste zum Wenden deshalb per Hilfsfahrerstand eine Station zurückgefahren werden.

### Citylink von Vossloh bzw. Stadler

#### Elektrische Triebwagen, Reihe 4100
Die neun im Jahr 2003 von Vossloh gebauten tren-trams werden auf den Linien L1 und gelegentlich L3 eingesetzt. Die dreiteiligen Gelenkwagen bestehen aus einem Mittelwagen auf zwei Laufdrehgestellen und zwei darauf aufgesattelte Endwagenkästen mit je einem Triebdrehgestell am Führerstandsende. Die Endwagenkästen sind zwischen den Einstiegstüren für einen barrierefreien Zugang niederflurig. In diesem Bereich befinden sich Klappsitze an den Seitenwänden und Fahrrad- sowie Rollstuhlstellplätze mit Rückhalteeinrichtungen. Die Räume über den Triebdrehgestellen sowie im Mittelwagenkasten sind über drei Stufen zugänglich und dadurch frei von Podesten und sonstigen Einbauten.
Weitere technische Daten:
- Leistung 840 kW
- Höchstgeschwindigkeit: 100 km/h
- Fahrgastkapazität: 315
- Gesamtlänge: 37 010 mm
- Masse: 57 t

#### Zweikrafttriebwagen, Reihe 5000
Im September 2017 bestellte die FGV bei Stadler Rail Valencia sechs dreiteilige Citylink mit Zweikraftantrieb im Wert von 35,8 Millionen Euro (nach anderer Quelle 43,3 Mio. Euro). Die Triebwagen sind für die Linie L9 zwischen Benidorm und Dénia vorgesehen. Dies sei Bestandteil des Modernisierungsprogramms der Bahnstrecke Benidorm–Dénia, das total 72 Millionen Euro koste. Seit dem 31. Juli 2020 sind die Fahrzeuge zumindest unter Fahrleitung im Einsatz, nach Abschluss der Arbeiten in diesem Bereich seit dem 28. Januar 2025 auch bis zum Streckenende in Dénia. Wagenbaulich und bei der Innenraumaufteilung entsprechen die Einheiten der Reihe 5000 der rein elektrischen Bauart 4100, lediglich die Frontseiten weichen etwas ab.
Weitere technische Daten:
- Leistung: 4 × 145 kW (Fahrleitungsbetrieb); 2 × 390 kW (Diesel)
- Achsfolge: Bo’2’2’Bo’
- Höchstgeschwindigkeit: 100 km/h
- minimaler Bogenradius: 30 m
- maximale Steigung: 6 %
- Fahrgastkapazität: 303, davon 100 Sitzplätze

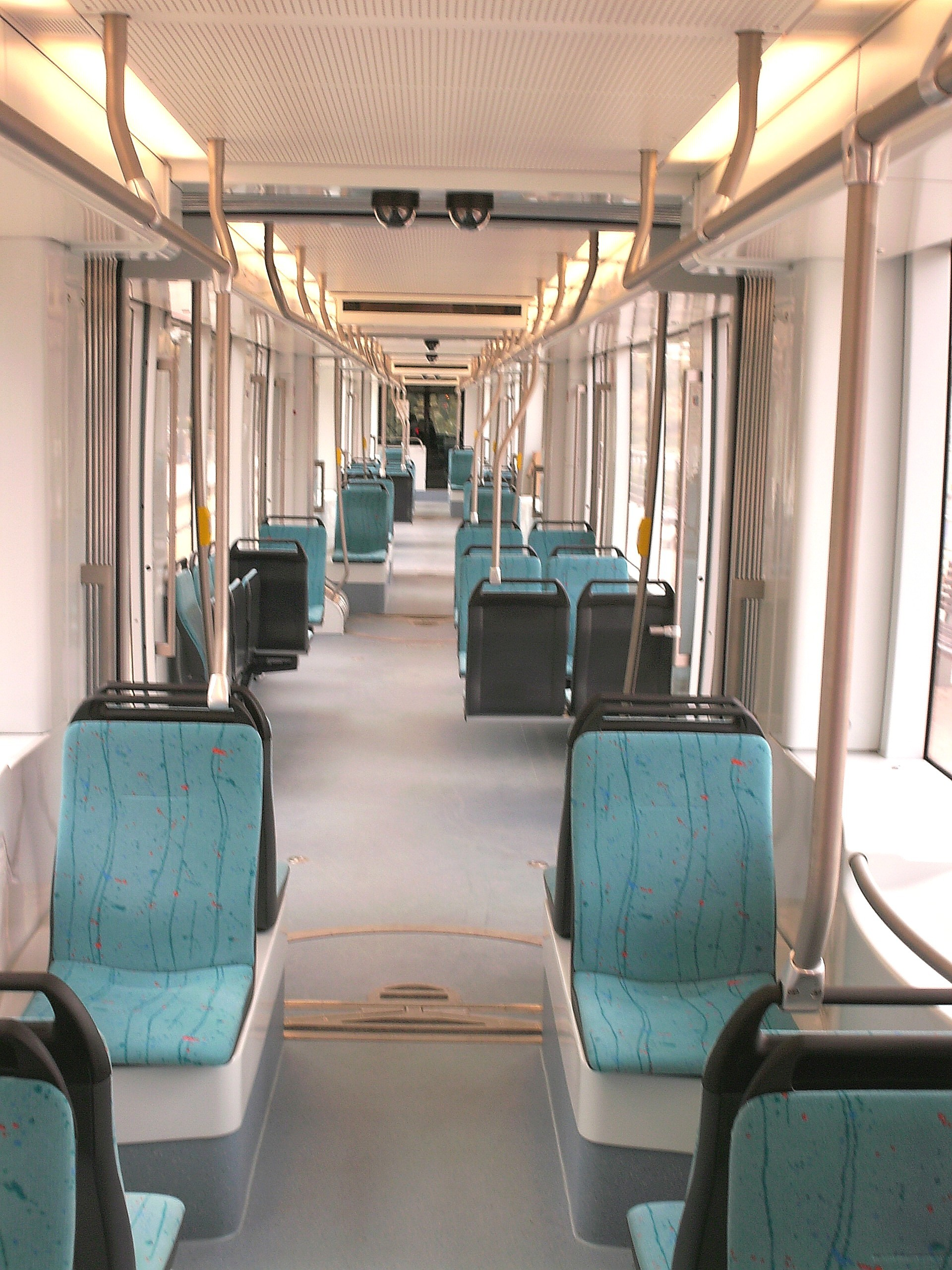
Innenraum eines Straßenbahnwagens vom Typ Flexity Outlook. Es handelt sich um ein reines Niederflurfahrzeug.

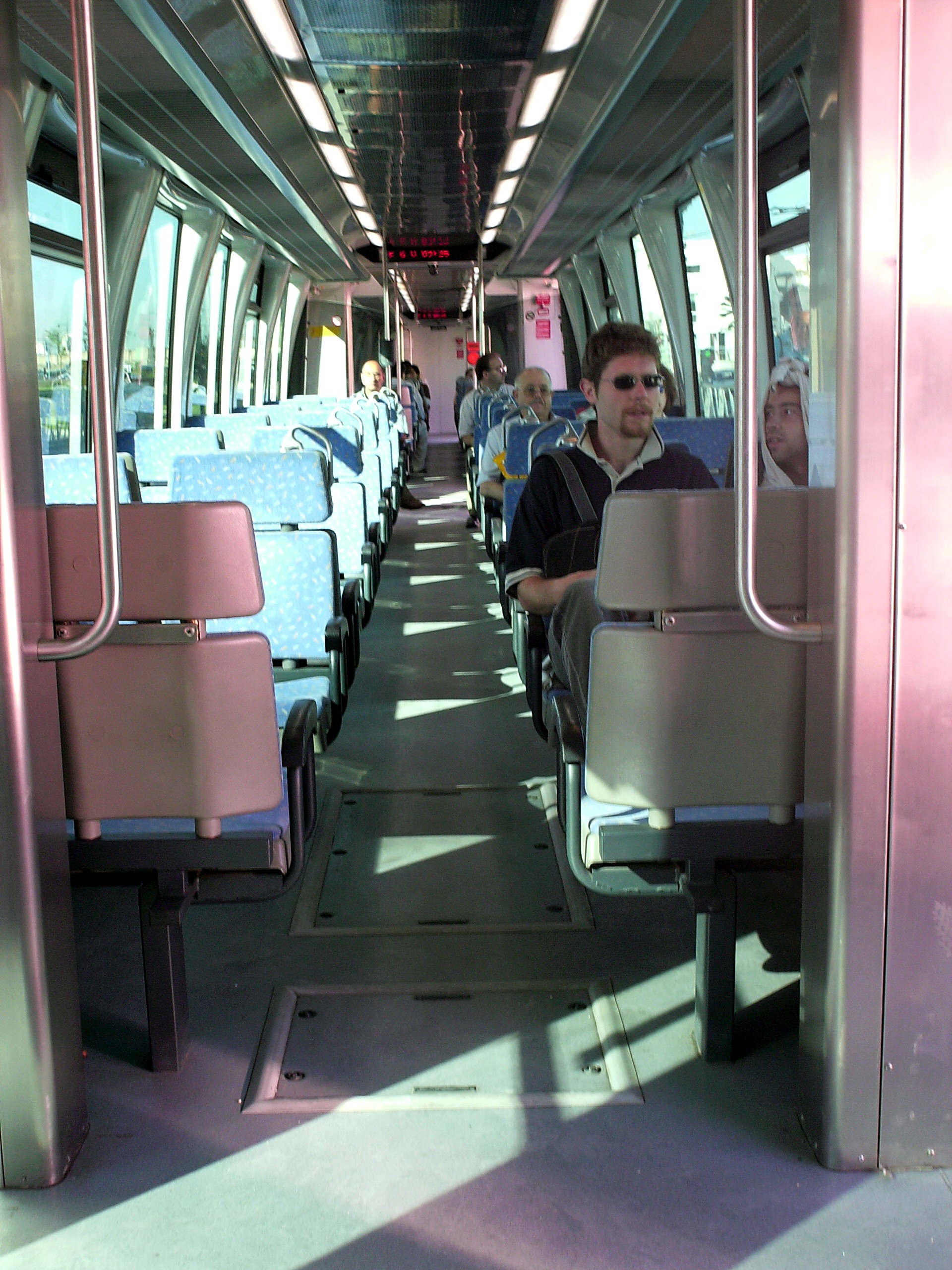
Auch die Innenräume der Diesel-Fahrzeuge der Reihe 2500 wurden aufwändig renoviert.

- Fußbodenhöhe: 375 mm / 900 mm
- Gesamtlänge: 37 510 mm
- Gesamtbreite: 2550 mm
- Gesamthöhe: 3800 mm
- Masse: 63 t[54]

### Flexity Outlook der Serie 4200 von Bombardier
Die FGV gaben anfangs für ihre Netze in Alicante und Valencia insgesamt 30 Multigelenkwagen des Typs Flexity Outlook bei Bombardier für 81 Millionen Euro in Auftrag. 19 dieser reinen Niederflurfahrzeuge waren für die Straßenbahnlinie 4 in Valencia vorgesehen, die übrigen 11 (zeitweise 25, 2023 und 2025 noch 22) für Alicante. Der erste Planeinsatz erfolgte am 25. Mai 2007 auf der Linie 4. Den Fahrgästen bieten die Fahrzeuge u. a. automatisch ausfahrende Rampen an den Türen sowie Multifunktionsbereiche (Bild: siehe Beginn des Artikels; Innenraum: rechts).
Weitere technische Daten:
- Leistung: 420 kW
- Höchstgeschwindigkeit: 70 km/h
- Masse: 41 t
- Länge: 32 366 mm
- Kapazität: 277, davon 50 Sitzplätze

### Tramlink der Serie 4500 von Stadler
Die im August 2022 ausgeschriebene Neubeschaffung von 16 Fahrzeugen der Baureihe 4500 (plus zwei Optionen zu je sechs Fahrzeugen) hat Stadler Rail Valencia S.A.U. als einziger Bieter mit dem Tramlink gewonnen. Das Angebot beläuft sich auf 109,5 Mio. € brutto (mit Optionen 191,7 Mio. €), die Lieferung soll 32 Monate nach Vertragsschluss erfolgen. Ein Teil der Fahrzeuge ist für Valencia vorgesehen.

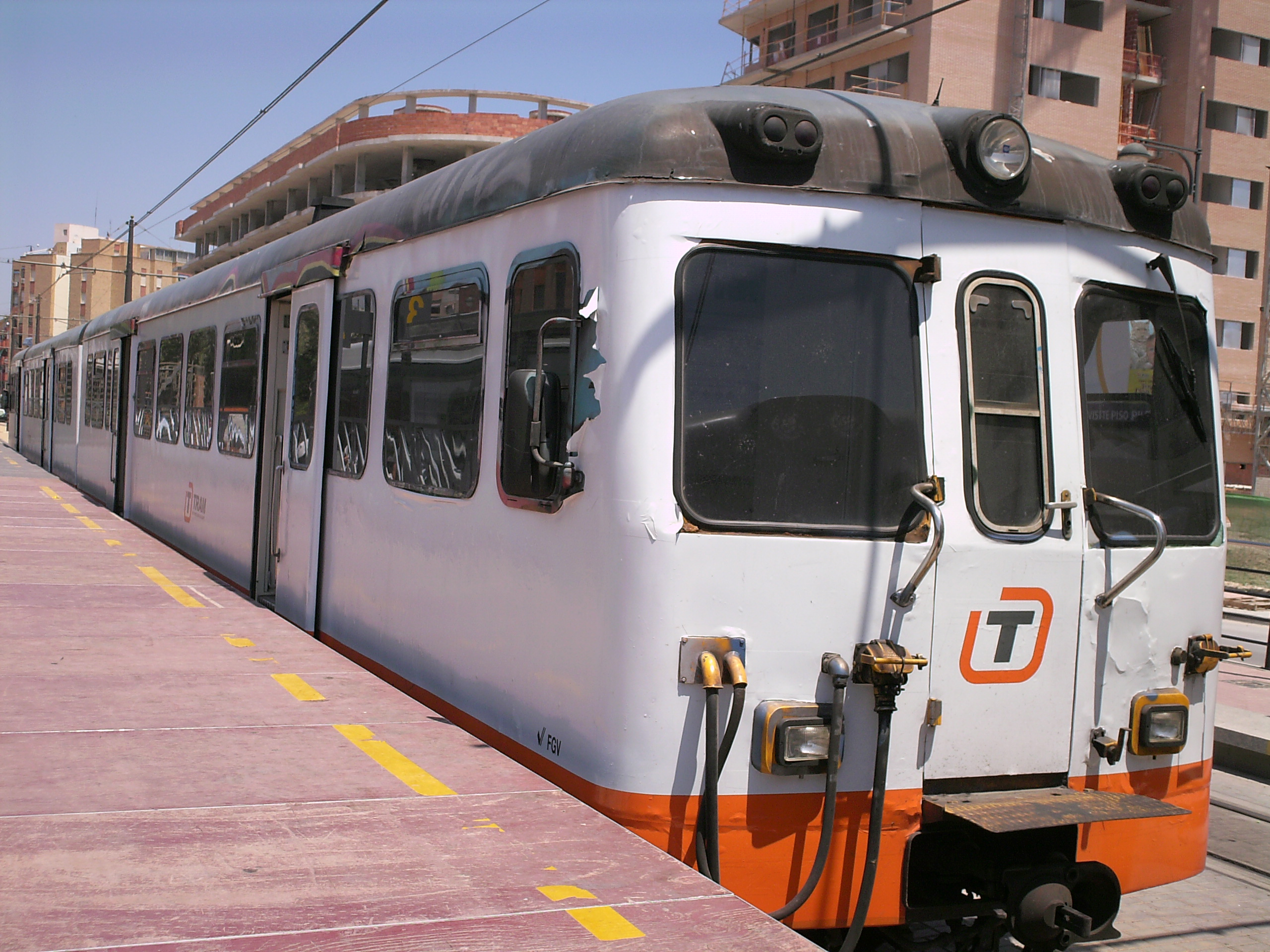
MAN-Dieseltriebwagen Reihe 2300 der Stadtbahn Alicante in El Campello

### MAN-Dieseltriebwagen der Reihen 2300 und 2500
Die Strecke zwischen Benidorm und Dénia (Linie 9) bedienten, sofern sie nicht wegen Bauarbeiten gesperrt war, bis Januar 2025 Dieseltriebwagen der Reihe 2500 von MAN (Maschinenfabrik Augsburg-Nürnberg AG).

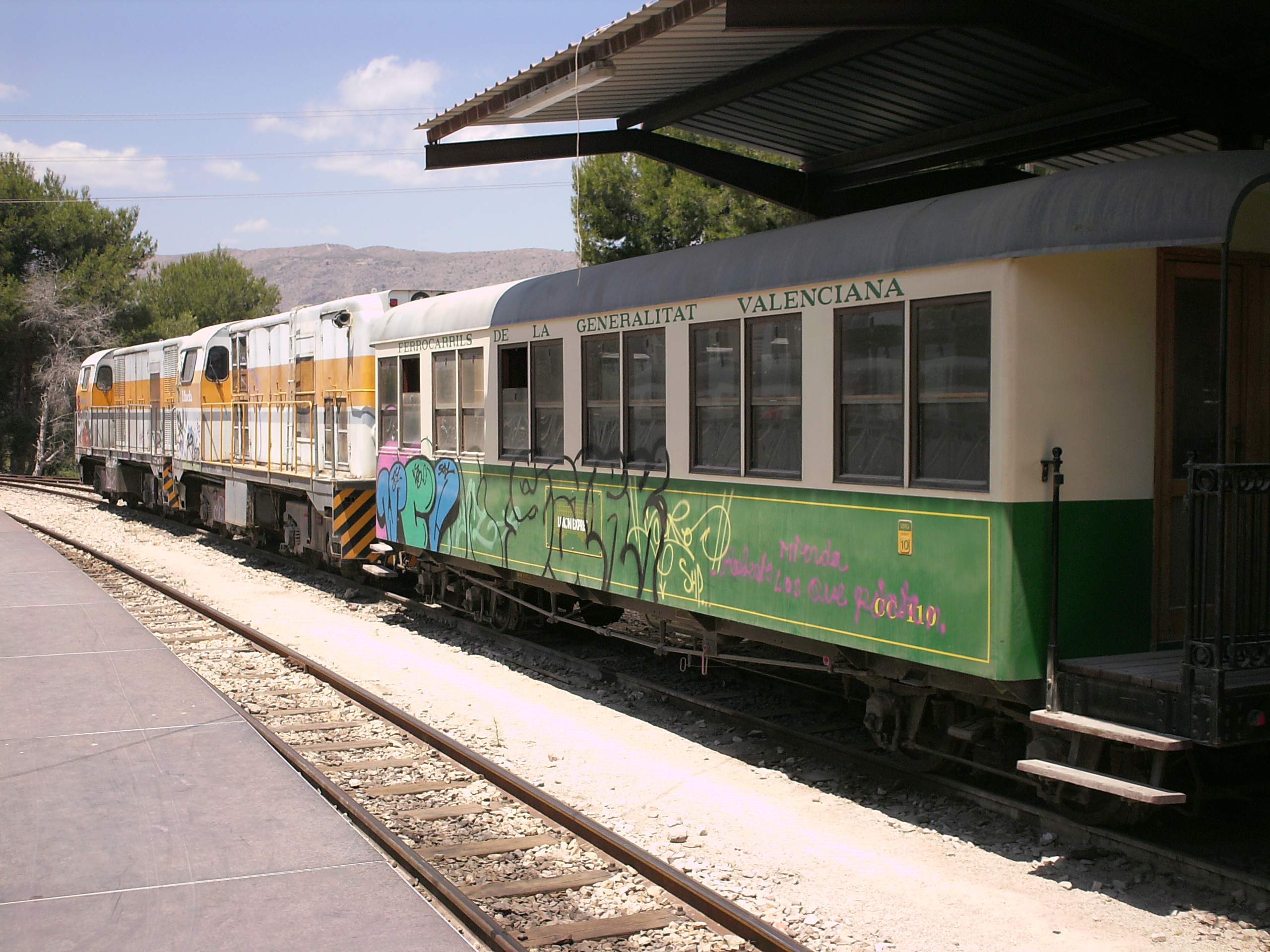
Ein Personenwagen und zwei Lokomotiven des Touristenzugs Limón Exprés im Bahnhof von Benidorm

### Limón-Exprés
Die Idee für den Nostalgiezug Limón-Exprés (Zitronenexpress) hatte der Engländer David A. G. Simpson. Er sah in Benidorm abgestellte alte Reisezugwagen. Einige davon wurden aufgearbeitet und ab dem 1. Juni 1971 zusammen mit einer Diesellok zwischen Benidorm und Gata de Gorgos eingesetzt. Am 27. Mai 2005 wurden die Fahrten eingestellt, da die Fahrzeuge nicht mehr verkehrssicher waren. Die Aufarbeitung ist wegen wichtigerer Projekte nicht in naher Zukunft zu erwarten. Unklar ist zudem, wie ein gemeinsamer Betrieb auf den für den Stadtbahnbetrieb umgebauten Gleisen möglich ist.

## Betriebshöfe, Abstellanlagen

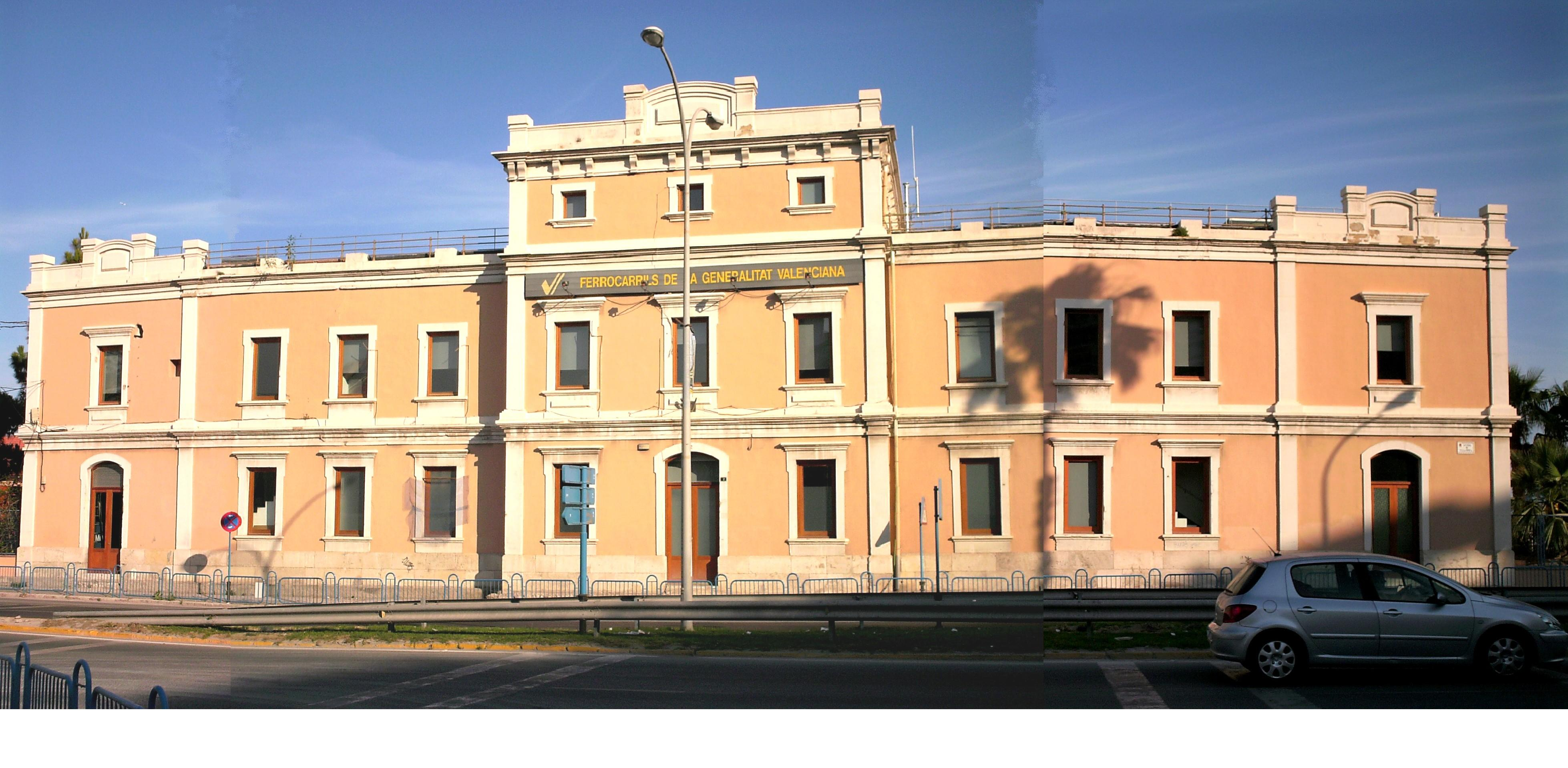
Empfangsgebäude des alten Bahnhofs Alacant La Marina

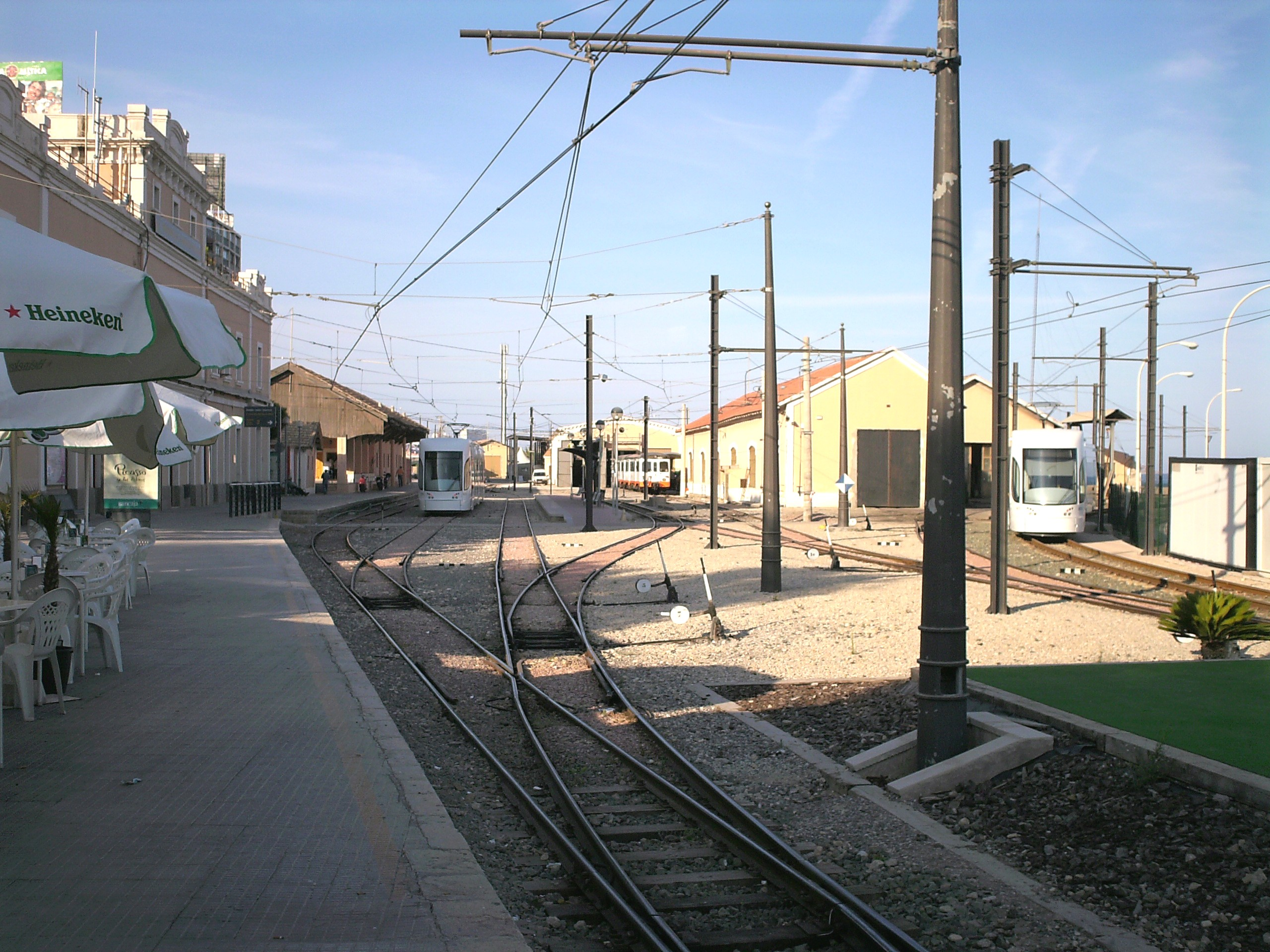
Bahnhof Alacant La Marina. Abgestellt sind zwei Straßenbahnwagen vom Typ Flexity Outlook und ein MAN-Dieseltriebwagen der Reihe 2300. Links das alte Bahnhofsgebäude.

### Alter Bahnhof Alacant-La Marina
Am Ausgangspunkt der früheren Kleinbahn nach Alicante sind in verschiedenen Gebäuden wichtige Funktionsbereiche für den Betrieb der Stadtbahn angesiedelt:
- Verwaltung und Sozialräume
- Kundenzentrum
- Betriebsleitstelle und Stellwerk

Werkstätten, Lokschuppen und Tankstelle werden seit Inbetriebnahme des Stadtbahnbetriebshofes nicht mehr planmäßig genutzt.

### Stadtbahnbetriebshof El Campello
Der Stadtbahnbetriebshof in El Campello wurde nach zweijähriger Bauzeit Ende März 2007 eingeweiht und kostete über 30 Millionen Euro. Er liegt nicht weit von der Provinzhauptstadt Alicante entfernt und ist dennoch von der langen nördlichen Strecke Benidorm–Dénia der Linie L9 aus gut erreichbar. In ihm werden alle Straßenbahnwagen und die Dieseltriebwagen instand gehalten, die meisten Fahrzeuge werden hier auch abgestellt.

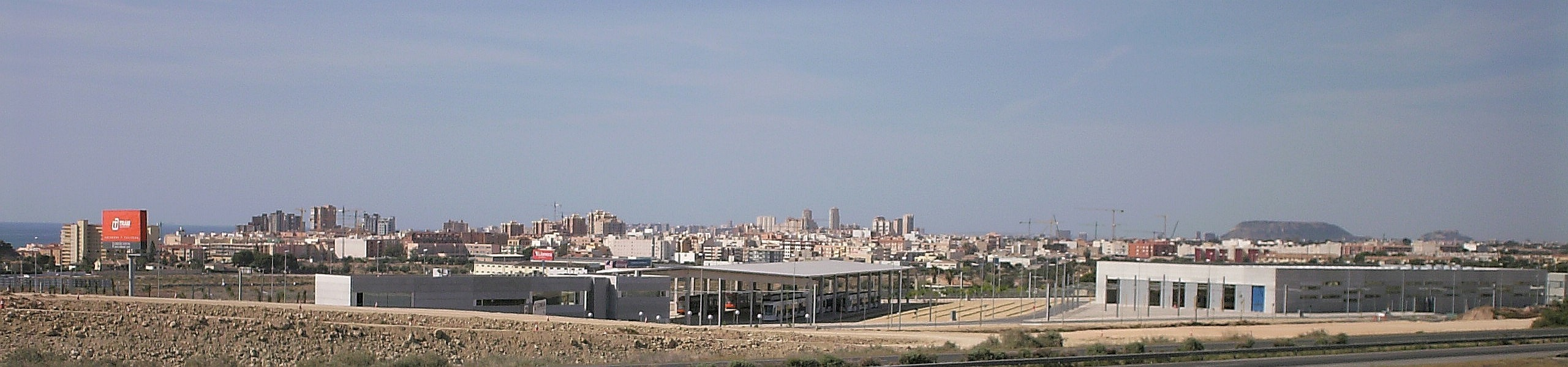
Der Stadtbahnbetriebshof in El Campello ist ein 65 000 Quadratmeter großer Komplex. Im Hintergrund die Stadt El Campello.

### Bahnhof Benidorm
Am Bahnhof Benidorm endet derzeit (2022) der elektrische Betrieb. Wegen der unterschiedlichen Einstiegsverhältnisse gibt es drei Bahnsteiggleise mit zwei niedrigen Bahnsteigen für die elektrischen und zwei hohen für die Dieseltriebwagen. Zusätzlich bestehen zwei fahrleitungslose Abstellgleise für je zwei Dieseldoppeltriebwagen, es gibt ein Dienstgebäude mit den kommerziellen Einrichtungen. 2022 wurde eine 2225 m² große Abstell- und Wartungshalle nahe dem Bahnhof in Betrieb genommen.

### Bahnhof Dénia
Das moderne Bahnhofsgebäude in Dénia beherbergt gewerbliche Einrichtungen, dazu kommen eine kleine Werkstatt mit Depot. Deren EU-finanzierte Sanierung erfolgte von Oktober 2022 bis Januar 2023, um die Wartung und Unterstellung der für den Inselbetrieb bis Teulada benötigten Fahrzeuge zu gewährleisten. Für 720 T€ wurden Wartungsgrube und Zugangsmöglichkeiten, Sozialbereich, Reinigungs- und Entsorgungsstation angepasst bzw. errichtet.

## Aus der Praxis

### Fahrgastzahlen
| Jahr      | 2024       | 2022       | 2021      | 2019       | 2018       | … | 2012      | 2011      | 2010      | 2009      | 2008      | 2007      | 2006      | 2005      | 2004      | 2003      |
| --------- | ---------- | ---------- | --------- | ---------- | ---------- | - | --------- | --------- | --------- | --------- | --------- | --------- | --------- | --------- | --------- | --------- |
| Fahrgäste | 19.946.839 | 13.330.253 | 9.070.905 | 12.091.192 | 11.054.418 | … | 6.045.742 | 6.132.716 | 5.240.971 | 4.702.686 | 3.960.074 | 2.726.882 | 2.456.444 | 2.510.122 | 2.299.000 | 1.741.048 |

2024 entfielen allein auf die Stadt Alicante 13.506.909 Fahrten (67,71 %), 2.708.143 Fahrten (13,58 %) auf die Comarca Marina Baixa und 228.249 Fahrten (1,15 %) auf die Comarca Marina Alta.

### Fahrplan
Bis zur Eröffnung der Strecke Albufereta–Las Naciones der Linie L4 galt ein provisorischer Fahrplan. Die Linien 1, 3 und 4 verkehren von etwa 6 Uhr bis 22:30 Uhr im Halbstundentakt. Zusätzlich gibt es auf der Linie 3 in jeder Richtung vier weitere Fahrten täglich zu den Spitzenzeiten. Auf der Linie 9 bestand zwischen El Campello und Altea ein Stunden- und zwischen Altea und Dénia ein Zweistundentakt. Es wird erwartet, dass sich mit der Lieferung weiterer Fahrzeuge und gleichzeitig mit der Eröffnung neuer Strecken die Taktfrequenz schrittweise erhöht.
In den Sommermonaten wird zusätzlich zum normalen Fahrplan an den Wochenenden nachts der aus dem seit 1988 angebotenen Trensnochador entstandene Tramnochador eingesetzt. Diese Sonderzüge verkehren auf den Linien L1 bis L4, dazu kommt noch der El Mussol de Les Marines zwischen Benidorm und Dénia. 2017 wurden in den Nachtangeboten insgesamt 77.387 Fahrgäst gezählt.

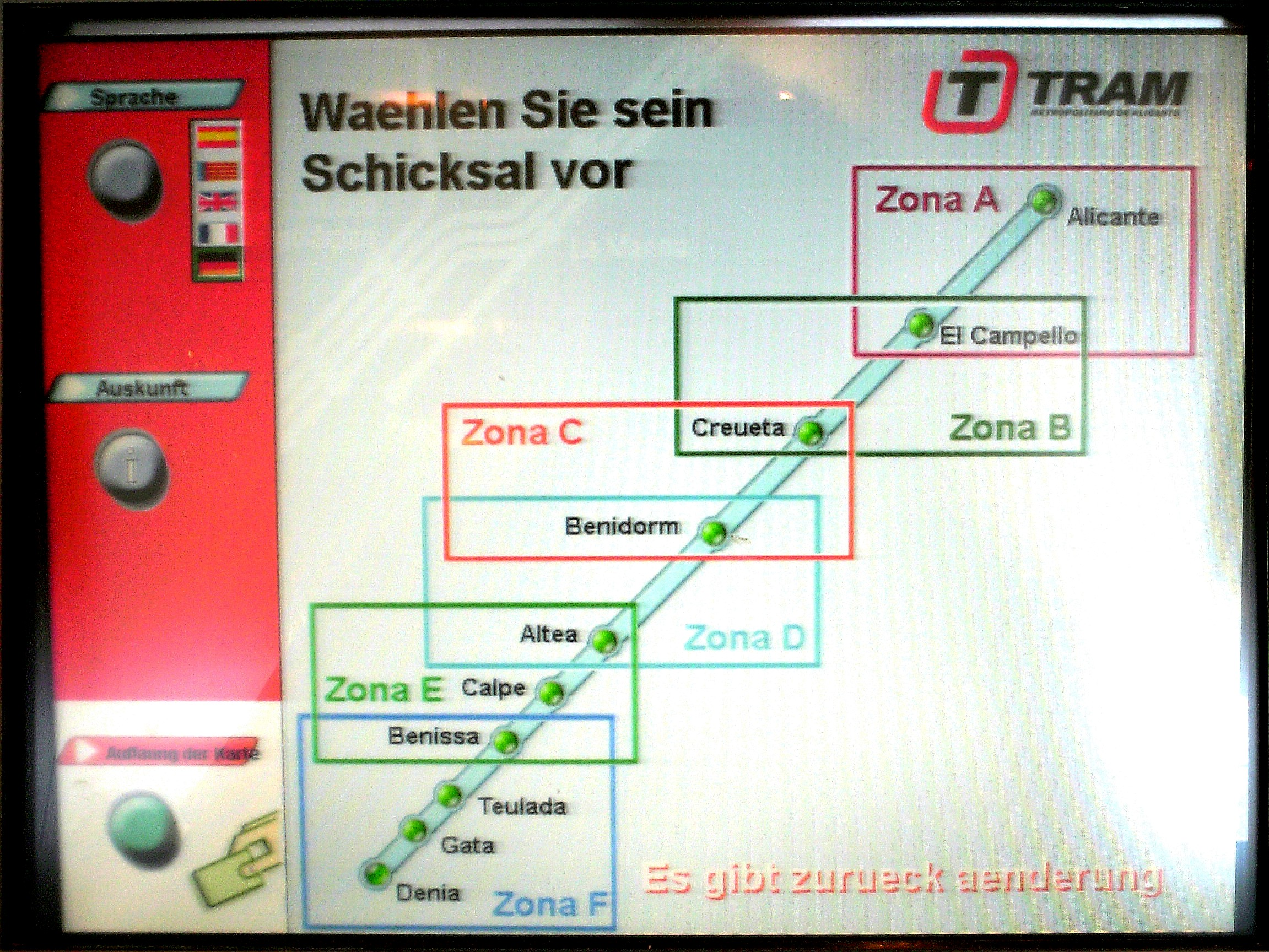
Beim Fahrkartenkauf am Automaten wählen die Kunden zwischen fünf Sprachen. Die deutsche Übersetzung ist noch verbesserungswürdig. Gemeint ist: „Wählen Sie Ihr Fahrtziel aus“ und „Wechselgeld wird zurückgegeben“.

### Fahrpreise und Fahrkarten
Das Bedienungsgebiet war im Februar 2022 in sechs sich partiell überlappende Tarifzonen (A bis F) aufgeteilt, wobei ein Einzelfahrschein für eine Zone 1,35 €, für die Gesamtstrecke 7,15 € kostet. Die zum Sommer 2022 geplante Reduktion auf drei Zonen (L’Alacantí, Marina Baja und Marina Alta) wurde umgesetzt, ein Einzelfahrschein kostet 1,45 €, 2,80 € oder 3,90 € (1, 2 oder 3 Zonen).

### Ansagen und Musik in der Stadtbahn
In der Regel ist in den Zügen der Linie 3 Musik zu hören. Es handelt sich ausschließlich um klassische Musik, meistens von Wolfgang Amadeus Mozart. So erklingen beispielsweise die Variationen über Ah! vous dirai-je, Maman für Klavier, die Arie der Königin der Nacht sowie die Papageno-Arie Ein Mädchen oder Weibchen aus der Zauberflöte, außerdem verschiedene Solokonzerte.
Immer wieder unterbricht plötzlich ein gebrochener steigender D-Dur-Dreiklang die Musik. In den Zügen der Linie 4 ist es dagegen ein fallender G-Dur-Dreiklang. Diese Signale bereiten die Fahrgäste auf die Ansage des nächsten Haltes vor. Alle Stationen werden auf diese Weise angekündigt. Hinweise zum Fahrtziel und zu Umsteigemöglichkeiten werden dreisprachig auf Spanisch, Valencianisch und Englisch gegeben. So ist zum Beispiel zu hören: „correspondencia con la línea cuatro – correspondència amb la línia quatre – connecting with line four“.